# Protestas de la plaza de Tiananmén de 1989
Las protestas de la plaza de Tiananmén de 1989, denominadas por el gobierno de China como incidente del 4 de junio (en chino: 六四事件), consistieron en una serie de manifestaciones lideradas por estudiantes chinos, que ocurrieron entre el 15 de abril y el 4 de junio de 1989, además de su posterior represión, ordenada por las autoridades de la República Popular China, que finalizó en una masacre. La protesta recibe el nombre del lugar en que el ejército chino disolvió la movilización: la simbólica plaza de Tiananmén, centro histórico y cultural de la capital china. Los manifestantes provenían de diferentes grupos, desde intelectuales que creían que el Gobierno era demasiado represivo y corrupto, a trabajadores de la ciudad que creían que las reformas económicas pro mercado en China habían ido demasiado lejos y que la inflación y el desempleo estaban amenazando sus formas de vida. El acontecimiento que inició las protestas fue el fallecimiento de Hu Yaobang.
Tras las protestas y las llamadas del Gobierno pidiendo su disolución, se produjo en el seno del Partido Comunista, que ocupaba el Gobierno por aquel entonces, una división de criterio acerca de cómo responder a los manifestantes. La decisión tomada fue suprimir las protestas por la fuerza, en lugar de acceder a sus reivindicaciones. El 20 de mayo, el Gobierno declaró la ley marcial y en la noche del 3 de junio, envió los tanques y la infantería del ejército a la plaza de Tiananmén para disolver la protesta. Las estimaciones de las muertes civiles varían entre 200 y 2000 según gente que estuvo presente, las víctimas mortales fueron tanto civiles como soldados, aunque se produjeron fuera de la plaza.
Tras la violencia, el Gobierno emprendió un gran número de arrestos para suprimir a los instigadores del movimiento, expulsó a la prensa extranjera del país y controló estrictamente la cobertura de los acontecimientos en la prensa china. La represión de la protesta de la plaza de Tiananmén causó la condena internacional de la actuación del Gobierno de China.
En uno de los últimos días de estas protestas fue tomada la foto ganadora del World Press Photo de 1990, tomada entre otros, por el reportero gráfico estadounidense Charlie Cole, en la cual se muestra a un joven opositor enfrentándose a una columna de tanques, apodado el hombre del tanque. Las reformas políticas de China desde 1986 terminaron en las protestas de Tiananmén, mientras que el programa de Reforma y Apertura se detuvo hasta la llamada inspección del sur de Deng Xiaoping en 1992.

## Nombre
El Partido Comunista de China ha utilizado numerosos nombres para el evento desde 1989, gradualmente utilizando una terminología más neutral. A medida que se desarrollaron los acontecimientos, se etiquetó como un "motín contrarrevolucionario", que luego se cambió a simplemente "motín", seguido de "tormenta política". Finalmente, el liderazgo se decidió por la frase más neutral "agitación política entre la primavera y el verano de 1989", que utiliza hasta el día de hoy.
Fuera de China continental, y entre los círculos críticos de la represión dentro de China continental,  se conoce comúnmente como "Masacre del 4 de junio" (en chino: 六四 屠殺; liù-sì túshā ) o "Represión del 4 de junio" (en chino: 六四 鎮壓; liù-sì zhènyā). Para evitar la censura de Internet en China, que uniformemente considera que todos los nombres mencionados anteriormente son demasiado "sensibles" para los motores de búsqueda y los foros públicos, han surgido nombres alternativos para describir los eventos en Internet, como 35 de mayo, VIIV (números romanos para 6 y 4), ocho al cuadrado (es decir, 82 = 64) y 8964 (es decir, año/mes/día).
Comúnmente, los términos "Masacre de la Plaza de Tiananmén", "Protestas de la Plaza de Tiananmén" y "Represión de la Plaza de Tiananmén" se utilizan a menudo para describir la serie de eventos. Sin embargo, gran parte de la violencia en Pekín en realidad no ocurrió en Tiananmén, sino fuera de la plaza a lo largo de un tramo de la avenida Chang'an de solo unas pocas millas de largo, y especialmente cerca del área de Muxidi. El término también da una impresión engañosa de que las manifestaciones solo ocurrieron en Pekín, cuando de hecho ocurrieron en muchas ciudades de China.

## Trasfondo

### Boluan Fanzheng y las reformas económicas

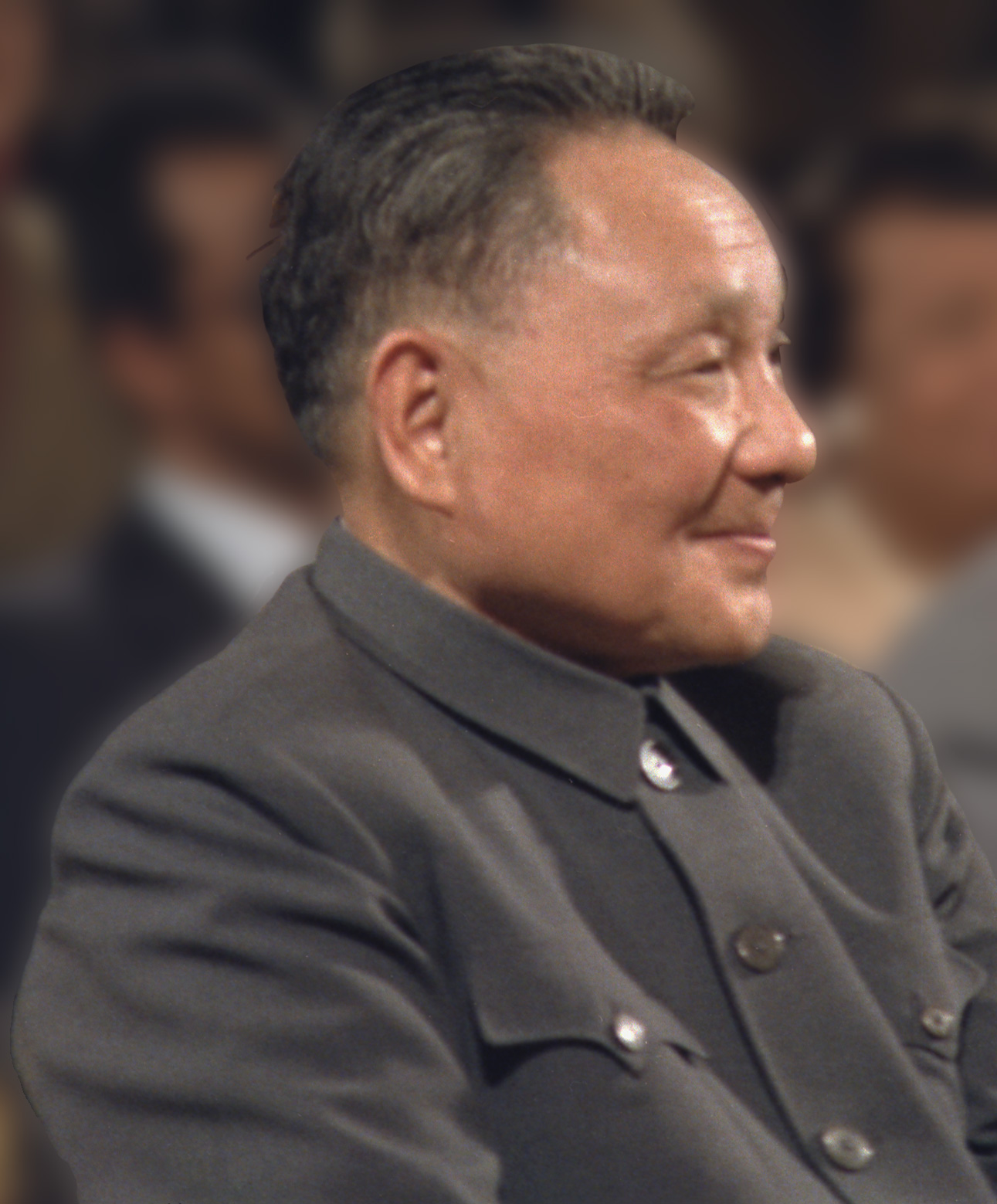
Deng Xiaoping, líder supremo de China, inició la reforma económica china en 1978 y ordenó la represión de las protestas estudiantiles en la plaza de Tiananmén de 1989.

La Revolución Cultural terminó con la muerte de Mao Zedong en 1976 y el arresto de la Banda de los Cuatro. Ese movimiento, encabezado por Mao, causó graves daños al tejido económico y social inicialmente diverso del país. El país estaba sumido en la pobreza a medida que la producción económica se desaceleraba o se detenía.[cita requerida] La ideología política era primordial en la vida de la gente común, así como en el funcionamiento interno del propio Partido Comunista.
En septiembre de 1977, Deng Xiaoping propuso la idea de Boluan Fanzheng (en español: poner orden en el caos) para corregir los errores de la Revolución Cultural. En el Tercer Congreso del XI Comité Central, en diciembre de 1978, Deng emergió como líder supremo de facto de China. Lanzó un programa integral para reformar la economía china (Reformas y Apertura). En varios años, el enfoque del país en la pureza ideológica fue reemplazado por un intento concertado de lograr la prosperidad material.
Para supervisar su agenda de reformas, Deng ascendió a sus aliados a puestos de alto nivel en el Gobierno y el partido. Zhao Ziyang fue nombrado primer ministro y jefe de gobierno en septiembre de 1980, mientras que Hu Yaobang se convirtió en secretario general del Partido Comunista en 1982.

### Desafíos a las reformas y la apertura
Las reformas de Deng tenían como objetivo disminuir el papel del estado en la economía y permitir gradualmente la producción privada en la agricultura y la industria. Para 1981, aproximadamente el 73% de las granjas rurales habían sido descolectivizadas y al 80% de las empresas estatales se les permitió retener sus ganancias. En unos pocos años, la producción aumentó y la pobreza se redujo sustancialmente.[cita requerida]
Si bien las reformas fueron generalmente bien recibidas por el público, creció la preocupación por una serie de problemas sociales que provocaron los cambios, incluida la corrupción y el nepotismo por parte de los burócratas de la élite del partido. El sistema de precios exigido por el estado, vigente desde la década de 1950, había mantenido los precios fijos en niveles bajos durante mucho tiempo. Las reformas iniciales crearon un sistema de dos niveles en el que algunos precios se fijaban mientras que otros podían fluctuar. En un mercado con escasez crónica, la fluctuación de precios permitió a las personas con conexiones poderosas comprar bienes a precios bajos y venderlos a precios de mercado. Los burócratas del partido a cargo de la gestión económica tenían enormes incentivos para participar en ese tipo de arbitraje. El descontento por la corrupción alcanzó un punto álgido entre el público; y muchos, en particular intelectuales, empezaron a creer que solo la reforma democrática y el estado de derecho podían curar los males del país.
Después de la reunión de 1988 en su retiro de verano en Beidaihe, la dirección del partido bajo Deng acordó implementar una transición a un sistema de precios basado en el mercado. Las noticias sobre la relajación de los controles de precios desencadenaron oleadas de retiros, compras y acaparamiento de efectivo en toda China. El gobierno entró en pánico y anuló las reformas de precios en menos de dos semanas, pero hubo un impacto pronunciado durante mucho más tiempo. La inflación se disparó: los índices oficiales informaron que el índice de precios al consumidor aumentó en un 30% en Pekín entre 1987 y 1988, lo que provocó el pánico entre los trabajadores asalariados de que ya no podían pagar los productos básicos. Además, en la nueva economía de mercado, se presionó a las empresas estatales no rentables para que redujeran los costos. Esto amenazó a una gran proporción de la población que dependía de beneficios sociales como seguridad laboral, atención médica y vivienda subsidiada.

### Privación social del derecho a voto y crisis de legitimidad
En 1978, los líderes reformistas imaginaron que los intelectuales desempeñarían un papel de liderazgo en la orientación del país a través de las reformas, pero esto no sucedió según lo planeado. A pesar de la apertura de nuevas universidades y el aumento de la matrícula, el sistema educativo dirigido por el estado no produjo suficientes graduados para satisfacer la creciente demanda en las áreas de agricultura, industria ligera, servicios e inversión extranjera. El mercado laboral estaba especialmente limitado para los estudiantes especializados en ciencias sociales y humanidades. Además, las empresas privadas ya no necesitaban aceptar estudiantes asignados por el estado, y se ofrecieron muchos trabajos bien remunerados basados en el nepotismo y el favoritismo. Obtener una buena ubicación asignada por el estado significaba navegar por una burocracia altamente ineficiente que daba poder a funcionarios que tenían poca experiencia en áreas bajo su jurisdicción. Frente a un mercado laboral deprimente y posibilidades limitadas de ir al extranjero, los intelectuales y estudiantes tenían un mayor interés en las cuestiones políticas. Pequeños grupos de estudio, como el "Salón de la Democracia" (en chino: 民主 沙龙; en pinyin: Mínzhǔ Shālóng) y el "Salón del césped" (en chino: 草坪 沙龙; en pinyin: Cǎodì Shālóng), comenzaron a aparecer en los campus universitarios de Pekín. Estas organizaciones motivaron a los estudiantes a involucrarse políticamente.
El principal apoyo del Gobierno estaba constituido por los campesinos rurales, que habían visto cómo sus ingresos se incrementaban considerablemente durante la década de 1980 como resultado de las reformas instauradas en el país. Sin embargo, este apoyo tenía una utilidad limitada porque los campesinos rurales estaban distribuidos a lo largo de país, y permanecieron desorganizados y con dificultades para movilizarse, en contraste con los grupos urbanos, que estaban organizados en escuelas y unidades de trabajo.
Simultáneamente, la ideología nominalmente socialista del partido enfrentó una crisis de legitimidad al adoptar gradualmente las prácticas capitalistas. La empresa privada dio lugar a especuladores que se aprovecharon de las regulaciones laxas y que a menudo alardeaban de su riqueza frente a los menos favorecidos. El descontento popular se estaba gestando por la distribución injusta de la riqueza. La codicia, no la habilidad, parecía ser el factor más crucial del éxito. Hubo una desilusión pública generalizada con respecto al futuro del país. La gente quería un cambio, pero el poder de definir "el camino correcto" seguía descansando únicamente en manos del gobierno no elegido.
Las reformas integrales y de amplio alcance crearon diferencias políticas sobre el ritmo de la mercantilización y el control sobre la ideología que la acompañaba, abriendo un profundo abismo dentro de la dirección central. Los reformadores (liderados por Hu Yaobang) favorecieron la liberalización política y una pluralidad de ideas como canal para expresar el descontento popular y presionaron para que se realicen más reformas. Los conservadores (liderados por Chen Yun) dijeron que las reformas habían ido demasiado lejos y abogaban por un retorno a un mayor control estatal para garantizar la estabilidad social y alinearse mejor con la ideología socialista del partido. Ambas partes necesitaban el respaldo del líder supremo Deng Xiaoping para llevar a cabo importantes decisiones políticas.

### Movilización estudiantil de 1986-1987
A mediados de 1986, el profesor de astrofísica Fang Lizhi regresó de un puesto en la Universidad de Princeton y comenzó una gira personal por universidades en China, hablando sobre la libertad, los derechos humanos y la separación de poderes. Fang formaba parte de una amplia corriente subterránea dentro de la comunidad intelectual de élite que pensaba que la pobreza y el subdesarrollo de China, y el desastre de la Revolución Cultural, eran un resultado directo del sistema político autoritario y la rígida economía de mando de China. La opinión de que la reforma política era la única respuesta a los problemas actuales de China ganó un gran atractivo entre los estudiantes, ya que los discursos grabados de Fang circularon ampliamente por todo el país. En respuesta, Deng Xiaoping advirtió que Fang adoraba ciegamente los estilos de vida occidentales, el capitalismo y los sistemas multipartidistas, mientras socavaba la ideología socialista de China, los valores tradicionales y el liderazgo del partido.
En diciembre de 1986, inspirados por Fang y otros movimientos de "poder popular" en todo el mundo, los manifestantes estudiantiles organizaron protestas contra la lentitud de las reformas. Los temas eran de amplio alcance e incluían demandas de liberalización económica, democracia y estado de derecho. Si bien las protestas se contuvieron inicialmente en Hefei, donde vivía Fang, se extendieron rápidamente a Shanghái, Pekín y otras ciudades importantes. Esto alarmó a la dirección central, que acusó a los estudiantes de instigar disturbios al estilo de la Revolución Cultural.
Se culpó al secretario general Hu Yaobang por mostrar una actitud "suave" y manejar mal las protestas, socavando así la estabilidad social. Fue denunciado a fondo por los conservadores y se vio obligado a dimitir como secretario general el 16 de enero de 1987. El partido inició la "campaña de liberalización antiburguesa", contra el objetivo de Hu, la liberalización política y las ideas de inspiración occidental en general. La campaña detuvo las protestas estudiantiles y restringió la actividad política, pero Hu siguió siendo popular entre los intelectuales, estudiantes y progresistas del Partido Comunista.

### Reformas políticas
El 18 de agosto de 1980, Deng Xiaoping pronunció un discurso titulado "Sobre la reforma del sistema de liderazgo del Estado y del Partido" (en chino: 党 和 国家 领导 制度 改革) en una reunión plenaria del Buró Político del Comité Central del PCCh en Pekín, el lanzamiento de reformas políticas en China. Pidió una revisión sistemática de la constitución de China, criticando la burocracia, la centralización del poder y el patriarcado, al tiempo que proponía límites de mandato para las posiciones de liderazgo en China y defendía el "centralismo democrático" y el "liderazgo colectivo". En diciembre de 1982, la cuarta y actual Constitución de China fue aprobada por el Congreso Nacional.
En la primera mitad de 1986, Deng pidió repetidamente la reactivación de las reformas políticas, ya que el sistema político original obstaculizó las reformas económicas con una tendencia creciente de corrupción y desigualdad económica. En septiembre de 1986 se estableció un comité de cinco personas para estudiar la viabilidad de la reforma política; los miembros incluían a Zhao Ziyang, Hu Qili, Tian Jiyun, Bo Yibo y Peng Chong. La intención de Deng era impulsar la eficiencia administrativa, separar aún más las responsabilidades del Partido y el gobierno y eliminar la burocracia. Aunque habló en términos del estado de derecho y la democracia, Deng delimitó las reformas dentro del sistema de partido único y se opuso a la implementación del constitucionalismo de estilo occidental.
En octubre de 1987, en el XIII Congreso Nacional del PCCh, Zhao Ziyang presentó un informe elaborado por Bao Tong sobre las reformas políticas. En su discurso titulado "Avance por el camino del socialismo con características chinas (en chino: 沿着 有 中国 特色 的 社会主义 道路 前进), Zhao argumentó que el socialismo en China estaba todavía en su etapa primaria y, tomando el discurso de Deng en 1980 como guía, detalla los pasos que se deben tomar para la reforma política, incluida la promoción del estado de derecho y la separación de poderes, la imposición de la descentralización y la mejora del sistema electoral. En este Congreso, Zhao fue elegido secretario general del PCCh.

## Inicio de las protestas

### Muerte de Hu Yaobang

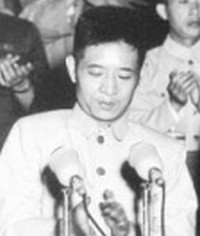
Hu Yaobang (aquí en una foto de 1953), nombrado secretario general del Partido Comunista de China por Deng Xiaoping en febrero de 1980, era un liberal dentro del partido. Fue relevado de su cargo por Deng en 1986 y su muerte en 1989 desencadenó las protestas de los estudiantes.

Cuando Hu Yaobang murió repentinamente de un ataque al corazón el 15 de abril de 1989, los estudiantes reaccionaron con fuerza, la mayoría de ellos creyendo que su muerte estaba relacionada con su renuncia forzada. La muerte de Hu proporcionó el ímpetu inicial para que los estudiantes se reunieran en grandes cantidades. En los campus universitarios, aparecieron muchos carteles elogiando a Hu, pidiendo honrar el legado de Hu. En cuestión de días, la mayoría de los carteles trataban sobre cuestiones políticas más amplias, como la corrupción, la democracia y la libertad de prensa. Pequeñas y espontáneas reuniones para llorar a Hu comenzaron el 15 de abril alrededor del Monumento a los Héroes del Pueblo en la Plaza de Tiananmén. El mismo día, muchos estudiantes de la Universidad de Pekín (PKU) y la Universidad de Tsinghua erigieron santuarios y se unieron a la reunión en la Plaza de Tiananmén de manera gradual. También se llevaron a cabo pequeñas reuniones de estudiantes organizadas en Xi'an y Shanghái el 16 de abril. El 17 de abril, los estudiantes de la Universidad de Ciencias Políticas y Derecho de China (CUPL) hicieron una gran corona para conmemorar a Hu Yaobang. Su ceremonia de colocación de la corona fue el 17 de abril y se reunió una multitud más grande de lo esperado. A las 5 p. m., 500 estudiantes de la CUPL llegaron a la puerta este del Gran Salón del Pueblo, cerca de la Plaza de Tiananmén, para llorar a Hu. La reunión contó con oradores de diversos orígenes que dieron oraciones públicas en conmemoración de Hu y discutieron problemas sociales. Sin embargo, pronto se consideró un obstáculo para el funcionamiento del Gran Salón, por lo que la policía trató de persuadir a los estudiantes para que se dispersaran.
A partir de la noche del 17 de abril, tres mil estudiantes de PKU marcharon desde el campus hacia la Plaza de Tiananmén, y pronto se unieron casi mil estudiantes de Tsinghua. A su llegada, pronto unieron fuerzas con los que ya estaban reunidos en la Plaza. A medida que su tamaño crecía, la reunión se convirtió gradualmente en una protesta, ya que los estudiantes comenzaron a redactar una lista de súplicas y sugerencias (las Siete Demandas) para el gobierno:
1. Afirmar las opiniones de Hu Yaobang sobre la democracia y la libertad como correctas.
2. Admitir que las campañas contra la contaminación espiritual y la liberalización burguesa habían sido erróneas.
3. Publicar información sobre los ingresos de los líderes estatales y sus familiares.
4. Permitir la publicación de periódicos privados y detener la censura de prensa.
5. Aumentar la financiación para la educación y aumentar la paga de los intelectuales.
6. Poner fin a las restricciones a las manifestaciones en Pekín.
7. Proporcionar una cobertura objetiva de los estudiantes en los medios oficiales.[50][49]

Las protestas iniciales fueron realizadas por estudiantes e intelectuales que creían que las reformas de Deng Xiaoping solo contemplaban medidas económicas de liberalización del mercado y desregulación estatal, mientras que no eran acompañadas de una reforma política en la cual se instaurara la democracia. Pronto atrajeron el apoyo de los trabajadores urbanos, que creían por su parte que las reformas habían ido demasiado lejos. Esto ocurrió porque los líderes enfocaron sus protestas en la corrupción, protesta que ambos grupos ejercían en común, y porque los estudiantes fueron capaces de invocar arquetipos chinos en su beneficio.
En contraste con las protestas de 1987, que fueron realizadas principalmente por estudiantes e intelectuales, las protestas de 1989 consiguieron un amplio apoyo de los trabajadores urbanos, alarmados por la inflación creciente y la corrupción. En Pekín fueron apoyadas por una amplia fracción de la ciudadanía. En otras ciudades como Ürümqi, Shanghái y Chongqing se consiguieron porcentajes similares de apoyo, y más tarde en la colonia británica de Hong Kong, en el territorio de Taiwán y por parte de las comunidades chinas de Norteamérica y Europa.
En la mañana del 18 de abril, los estudiantes permanecieron en la Plaza. Algunos se reunieron alrededor del Monumento a los Héroes del Pueblo, cantaron canciones patrióticas y escucharon los discursos improvisados de los organizadores estudiantiles. Otros se reunieron en el Gran Salón del Pueblo. Mientras tanto, unos miles de estudiantes se reunieron en la Puerta Xinhua, la entrada a Zhongnanhai, la sede de la dirección del partido, donde exigieron el diálogo con la administración. Después de que la policía impidió que los estudiantes ingresaran al complejo, organizaron una sentada.
El 20 de abril, se convenció a la mayoría de los estudiantes de que abandonaran la puerta Xinhua. Para dispersar a unos 200 estudiantes que quedaban, la policía utilizó porras; se informó de enfrentamientos menores. Muchos estudiantes se sintieron abusados por la policía y los rumores sobre la brutalidad policial se difundieron rápidamente. El incidente enfureció a los estudiantes en el campus, donde aquellos que no eran políticamente activos decidieron unirse a las protestas. Además, un grupo de trabajadores autodenominados Federación Autónoma de Trabajadores de Beijing emitió dos volantes desafiando a la dirección central.
El funeral de estado de Hu tuvo lugar el 22 de abril. En la noche del 21 de abril, unos 100 000 estudiantes marcharon en la Plaza de Tiananmén, ignorando las órdenes de las autoridades municipales de Pekín de que la plaza debía cerrarse para el funeral. El funeral, que tuvo lugar dentro del Gran Salón y contó con la presencia de los líderes, fue transmitido en vivo a los estudiantes. El secretario general Zhao Ziyang pronunció el elogio. El funeral pareció apresurado, duró solo 40 minutos, mientras las emociones corrían por la Plaza.
La seguridad acordonó la entrada este del Gran Salón del Pueblo, pero varios estudiantes siguieron adelante. A algunos se les permitió cruzar la línea policial. Tres de estos estudiantes (Zhou Yongjun, Guo Haifeng y Zhang Zhiyong) se arrodillaron en los escalones del Gran Salón para presentar una petición y exigieron ver al primer ministro Li Peng. De pie junto a ellos, un cuarto estudiante (Wu'erkaixi) pronunció un breve y emotivo discurso pidiendo a Li Peng que saliera y hablara con ellos. El mayor número de estudiantes aún en la Plaza pero fuera del cordón se mostraban emocionados por momentos, gritando demandas o consignas y corriendo hacia la policía. Wu'erkaixi calmó a la multitud mientras esperaban a que saliera el Premier. Sin embargo, ningún líder salió del Gran Comedor, dejando a los estudiantes decepcionados y enojados; algunos pidieron un boicot en las aulas.
El 21 de abril, los estudiantes comenzaron a organizarse bajo las banderas de organizaciones formales. El 23 de abril, en una reunión de alrededor de 40 estudiantes de 21 universidades, se formó la Federación Autónoma de Estudiantes de Beijing (también conocida como Unión). Eligieron como presidente al estudiante de CUPL, Zhou Yongjun. Wang Dan y Wu'erkaixi también emergieron como líderes. Luego, la Unión pidió un boicot general en las aulas de todas las universidades de Pekín. Una organización tan independiente que opera fuera de la jurisdicción del partido alarmó a los líderes.
El 22 de abril, cerca del anochecer, estallaron graves disturbios en Changsha y Xi'an. En Xi'an, un incendio provocado por los alborotadores destruyó automóviles y casas, y se produjeron saqueos en las tiendas cerca de la puerta Xihua de la ciudad. En Changsha, los saqueadores saquearon 38 tiendas. Más de 350 personas fueron arrestadas en ambas ciudades. En Wuhan, estudiantes universitarios organizaron protestas contra el gobierno provincial. A medida que la situación se volvió más volátil a nivel nacional, Zhao Ziyang convocó numerosas reuniones del Comité Permanente del Politburó (PSC). Zhao enfatizó tres puntos: disuadir a los estudiantes de más protestas y pedirles que regresen a clases, usar todas las medidas necesarias para combatir los disturbios y abrir formas de diálogo con los estudiantes en los diferentes niveles de gobierno. El primer ministro Li Peng pidió a Zhao que condene a los manifestantes y reconozca la necesidad de tomar medidas más serias. Zhao desestimó las opiniones de Li. A pesar de los llamamientos para que permaneciera en Pekín, Zhao partió para una visita de estado programada a Corea del Norte el 23 de abril.

### Punto de inflexión: Editorial del 26 de abril
La partida de Zhao a Corea del Norte dejó a Li Peng como autoridad ejecutiva interina en Pekín. El 24 de abril, Li Peng y el PSC se reunieron con el secretario del Partido de Pekín, Li Ximing, y el alcalde Chen Xitong, para evaluar la situación en la plaza. Los funcionarios municipales querían una resolución rápida de la crisis y enmarcaron las protestas como una conspiración para derrocar el sistema político de China y los líderes prominentes del partido, incluido Deng Xiaoping. En ausencia de Zhao, el PSC acordó tomar medidas firmes contra los manifestantes. En la mañana del 25 de abril, el presidente Yang Shangkun y el primer ministro Li Peng se reunieron con Deng en la residencia de este último. Deng apoyó una postura de línea dura y dijo que se debe difundir una advertencia adecuada a través de los medios de comunicación para frenar más manifestaciones. La reunión estableció firmemente la primera evaluación oficial de las protestas y destacó que Deng tiene "la última palabra" sobre temas importantes. Posteriormente, Li Peng ordenó que las opiniones de Deng se redactaran como un comunicado y se enviaran a todos los funcionarios de alto nivel del Partido Comunista para movilizar el aparato del partido contra los manifestantes.
El 26 de abril, el diario oficial del partido, Diario del Pueblo, publicó un editorial de primera plana titulado "Es necesario tomar una posición clara contra los disturbios". El lenguaje del editorial calificó efectivamente al movimiento estudiantil como una revuelta antipartidaria y antigubernamental. El editorial invocaba recuerdos de la Revolución Cultural, utilizando una retórica similar que se había utilizado durante el Incidente de Tiananmén de 1976, un evento que inicialmente fue calificado como una conspiración contra el gobierno, pero que luego fue rehabilitado como "patriótico" bajo el liderazgo de Deng. El artículo enfureció a los estudiantes, quienes lo interpretaron como una acusación directa a las protestas y su causa. El editorial fracasó: en lugar de asustar a los estudiantes para que se sometieran, los enfureció y los puso directamente en contra del gobierno. La naturaleza polarizadora del editorial lo convirtió en un importante punto de fricción para el resto de las protestas.

### Manifestaciones del 27 de abril

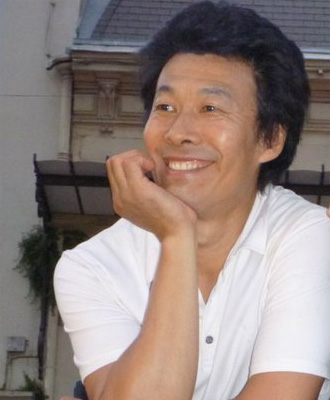
Han Dongfang, fundador de la Federación Autónoma de Trabajadores de Beijing.

Organizado por el Sindicato, el 27 de abril, entre 50 000 y 100 000 estudiantes de todas las universidades de Pekín marcharon por las calles de la capital hasta la Plaza de Tiananmén, rompiendo las filas establecidas por la policía y recibiendo un amplio apoyo público en el camino, particularmente de los trabajadores de las fábricas. Los líderes estudiantiles, deseosos de mostrar la naturaleza patriótica del movimiento, también suavizaron los eslóganes anticomunistas, eligiendo presentar un mensaje de "anticorrupción", pero "pro-partido". En un giro de ironía, las facciones estudiantiles que genuinamente pidieron el derrocamiento del Partido Comunista ganaron terreno debido al editorial del 26 de abril.
El asombroso éxito de la marcha obligó al gobierno a hacer concesiones y reunirse con representantes estudiantiles. El 29 de abril, el portavoz del Consejo de Estado, Yuan Mu, se reunió con representantes designados de asociaciones de estudiantes autorizadas por el gobierno. Si bien las conversaciones discutieron una amplia gama de temas, incluido el editorial, el incidente de Xinhua Gate y la libertad de prensa, lograron pocos resultados sustantivos. Los líderes estudiantiles independientes como Wu'erkaixi se negaron a asistir.
El tono del gobierno se volvió cada vez más conciliador cuando Zhao Ziyang regresó de Pionyang el 30 de abril y reafirmó su autoridad. En opinión de Zhao, el enfoque de la línea dura no estaba funcionando y la concesión era la única alternativa. Zhao pidió que se permitiera a la prensa informar positivamente sobre el movimiento y pronunció dos discursos comprensivos el 3 y 4 de mayo. En los discursos, Zhao dijo que las preocupaciones de los estudiantes sobre la corrupción eran legítimas y que el movimiento estudiantil era de naturaleza patriótica. Los discursos esencialmente negaron el mensaje presentado por la Editorial 26 de abril. Mientras unos 100 000 estudiantes marcharon por las calles de Pekín el 4 de mayo para conmemorar el Movimiento del Cuatro de Mayo y las reiteradas demandas de las marchas anteriores, muchos estudiantes quedaron satisfechos con las concesiones del gobierno. El 4 de mayo, todas las universidades de Pekín, excepto PKU y BNU, anunciaron el fin del boicot en las aulas. Posteriormente, la mayoría de los estudiantes comenzó a perder interés en el movimiento.

## Escalada de las protestas

### Preparándose para el diálogo
El gobierno estaba dividido sobre cómo responder al movimiento a mediados de abril. Después del regreso de Zhao Ziyang de Corea del Norte, las tensiones entre el campo progresista y el campo conservador se intensificaron. Aquellos que apoyaron el diálogo continuo y un enfoque suave con los estudiantes se unieron detrás de Zhao Ziyang, mientras que los conservadores de línea dura que se oponían al movimiento se unieron detrás del primer ministro Li Peng. Zhao y Li se enfrentaron en una reunión del PSC el 1 de mayo. Li sostuvo que la necesidad de estabilidad prevalecía sobre todo lo demás, mientras que Zhao dijo que el partido debería mostrar su apoyo a una mayor democracia y transparencia. Zhao impulsó el caso para un mayor diálogo.
En preparación para el diálogo, la Unión eligió representantes para una delegación formal. Sin embargo, hubo algunas fricciones ya que los líderes de la Unión se mostraron reacios a permitir que la delegación tomara unilateralmente el control del movimiento. El movimiento fue frenado por un cambio a un enfoque más deliberado, fracturado por la discordia interna y cada vez más diluido por la disminución del compromiso del cuerpo estudiantil en general. En este contexto, un grupo de líderes carismáticos, incluidos Wang Dan y Wu'erkaixi, deseaban recuperar el impulso. También desconfiaron de las ofertas de diálogo del gobierno, descartándolas como una mera estratagema diseñada para ganar tiempo y pacificar a los estudiantes. Para romper con el enfoque moderado e incremental adoptado ahora por otros líderes estudiantiles importantes, estos pocos comenzaron a pedir un regreso a tácticas de mayor confrontación. Se decidieron por un plan de movilización de estudiantes para una huelga de hambre que comenzaría el 13 de mayo. Los primeros intentos de movilizar a otros para que se unieran a ellos solo tuvieron un éxito modesto hasta que Chai Ling hizo un emotivo llamamiento la noche anterior al inicio programado de la huelga.

### Comienzan las huelgas de hambre

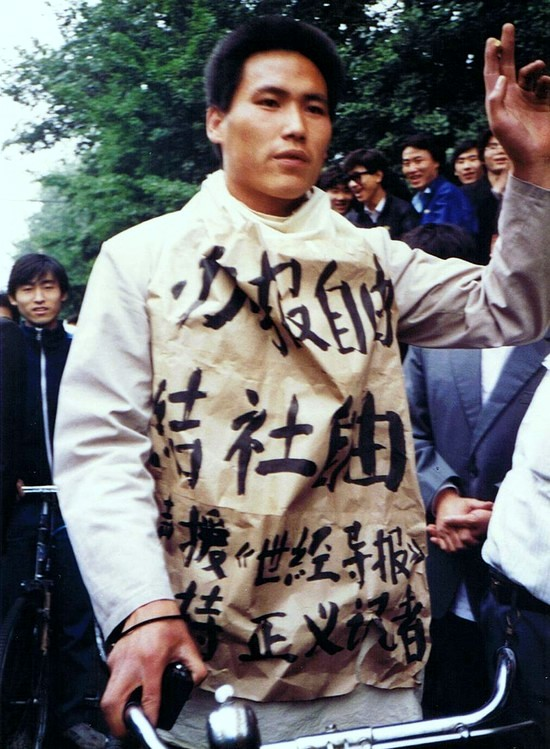
Una foto de Pu Zhiqiang, un estudiante que protestaba en Tiananmen, tomada el 10 de mayo de 1989. Las palabras chinas escritas en el papel dicen: "Queremos la libertad de los periódicos, la libertad de asociación, también para apoyar al 'World Economic Herald', y apoyar a esos periodistas justos".

Los estudiantes comenzaron la huelga de hambre el 13 de mayo, dos días antes de la visita de estado muy publicitada del líder soviético Mijaíl Gorbachov. Sabiendo que la ceremonia de bienvenida de Gorbachov estaba programada para realizarse en la plaza, los líderes estudiantiles querían utilizar la huelga de hambre para obligar al gobierno a cumplir con sus demandas. Además, la huelga de hambre ganó la simpatía generalizada de la población en general y le valió al movimiento estudiantil la autoridad moral que buscaba. En la tarde del 13 de mayo, unos 300 000 se reunieron en la plaza.
Inspirados por los eventos en Pekín, comenzaron las protestas y huelgas en universidades de otras ciudades, y muchos estudiantes viajaron a Pekín para unirse a la manifestación. En general, la manifestación de la Plaza de Tiananmén estuvo bien ordenada, con marchas diarias de estudiantes de varias universidades del área de Pekín que mostraron su apoyo al boicot de las aulas y las demandas de los manifestantes. Los estudiantes cantaron The Internationale, el himno socialista mundial, de camino a la Plaza y mientras estaban en ella. Asimismo mostraron su compromiso a una manifestación pacífica, ayudando a la Policía Nacional china a arrestar a tres hombres de la provincia de Hunan que habían lanzado tinta sobre un gran retrato de Mao que se encontraba al norte de la plaza de Tiananmén. Uno de estos hombres, Yu Dongyue, permaneció en prisión hasta el 22 de febrero de 2006.
Esta huelga alcanzó gran resonancia entre el pueblo chino. Aunque no se observaron huelguistas de aspecto demacrado, una leyenda urbana china, que persiste en la actualidad, dice que algunos de ellos murieron de hambre.
Temeroso de que el movimiento se saliera de control, Deng Xiaoping ordenó que se despejara la plaza para la visita de Gorbachov. Ejecutando la solicitud de Deng, Zhao nuevamente usó un enfoque suave y ordenó a sus subordinados que coordinaran las negociaciones con los estudiantes de inmediato. Zhao creía que podía apelar al patriotismo de los estudiantes. Los estudiantes entendieron que las señales de agitación interna durante la cumbre chino-soviética avergonzarían a la nación y no solo al gobierno. En la mañana del 13 de mayo, Yan Mingfu, jefe del Frente Unido del Partido Comunista, convocó una reunión de emergencia que reunió a destacados líderes estudiantiles e intelectuales, incluidos Liu Xiaobo, Chen Ziming y Wang Juntao. Yan dijo que el gobierno estaba dispuesto a mantener un diálogo inmediato con los representantes estudiantiles. La ceremonia de bienvenida de Tiananmén para Gorbachov se cancelaría tanto si los estudiantes se retiraban como si no, eliminando de hecho el poder de negociación que los estudiantes creían poseer. El anuncio envió al liderazgo estudiantil al caos.

### Visita de Mijaíl Gorbachov
Las restricciones a la prensa se relajaron significativamente desde principios hasta mediados de mayo. Los medios estatales comenzaron a transmitir imágenes que simpatizaban con los manifestantes y el movimiento, incluidos los huelguistas de hambre. El 14 de mayo, los intelectuales liderados por Dai Qing obtuvieron el permiso de Hu Qili para eludir la censura del gobierno y ventilar las opiniones progresistas de los intelectuales de la nación en el Guangming Daily. A continuación, los intelectuales hicieron un llamamiento urgente a los estudiantes para que abandonaran la Plaza en un intento por solucionar el conflicto. Sin embargo, muchos estudiantes creían que los intelectuales hablaban en nombre del gobierno y se negaron a moverse. Esa noche, se llevaron a cabo negociaciones formales entre representantes del gobierno liderados por Yan Mingfu y representantes estudiantiles liderados por Shen Tong y Xiang Xiaoji. Yan afirmó la naturaleza patriótica del movimiento estudiantil y pidió a los estudiantes que se retiraran de la Plaza. Si bien la aparente sinceridad de Yan por el compromiso satisfizo a algunos estudiantes, la reunión se volvió cada vez más caótica a medida que las facciones estudiantiles en competencia transmitían demandas descoordinadas e incoherentes al liderazgo. Poco después de que los líderes estudiantiles se enteraran de que el evento no había sido transmitido a nivel nacional, como prometió inicialmente el gobierno, la reunión fracasó. Yan luego fue personalmente a la Plaza para apelar a los estudiantes, incluso ofreciéndose a sí mismo como rehén. Yan también llevó las súplicas del estudiante a Li Peng al día siguiente, pidiéndole a Li que considerara retractarse formalmente de la Editorial del 26 de abril y cambiar el nombre del movimiento como "patriótico y democrático"; Li se negó.
Los estudiantes permanecieron en la plaza durante la visita de Gorbachov; su ceremonia de bienvenida se llevó a cabo en el aeropuerto. La cumbre chino-soviética, la primera de este tipo en unos 30 años, marcó la normalización de las relaciones chino-soviéticas y fue vista como un avance de enorme importancia histórica para los líderes de China. Sin embargo, el movimiento estudiantil descarriló sus tranquilos procedimientos; esto creó una gran pérdida de prestigio para el liderazgo en el escenario global, y llevó a muchos moderados en el gobierno a un camino más duro. La cumbre entre Deng y Gorbachov tuvo lugar en el Gran Salón del Pueblo en medio de un telón de fondo de conmoción y protesta en la Plaza. Cuando Gorbachov se reunió con Zhao el 16 de mayo, Zhao le dijo, y por extensión a la prensa internacional, que Deng seguía siendo la "autoridad suprema" en China. Deng sintió que este comentario era el intento de Zhao de echarle la culpa por manejar mal el movimiento. La defensa de Zhao contra esta acusación fue que informar en privado a los líderes mundiales que Deng era el verdadero centro de poder era un procedimiento operativo estándar; Li Peng había hecho declaraciones privadas casi idénticas al presidente estadounidense George Bush en febrero de 1989. Sin embargo, la declaración marcó una división decisiva entre los dos líderes más importantes del país.

### Cogieron impulso
La huelga de hambre galvanizó el apoyo a los estudiantes y despertó simpatía en todo el país. Alrededor de un millón de residentes de Pekín de todos los ámbitos de la vida se manifestaron en solidaridad del 17 al 18 de mayo. Entre ellos se encontraban personal del EPL, agentes de policía y funcionarios locales del partido. Muchas organizaciones de base del Partido y de la Liga Juvenil, así como los sindicatos patrocinados por el gobierno, animaron a sus miembros a manifestarse. Además, varios de los partidos no comunistas de China enviaron una carta a Li Peng para apoyar a los estudiantes. La Cruz Roja China emitió un aviso especial y envió a muchos miembros del personal para brindar servicios médicos a los huelguistas de hambre en la plaza. Después de la partida de Mijaíl Gorbachov, muchos periodistas extranjeros se quedaron en la capital china para cubrir las protestas, destacando el movimiento a nivel internacional. Los gobiernos occidentales instaron a Pekín a actuar con moderación.[cita requerida]
El movimiento, en decadencia a finales de abril, recuperó impulso. Para el 17 de mayo, cuando los estudiantes de todo el país llegaban a la capital para unirse al movimiento, se produjeron protestas de varios tamaños en unas 400 ciudades chinas. Los estudiantes se manifestaron en la sede provincial del partido en Fujian, Hubei y Sinkiang. Sin una posición oficial claramente articulada por parte de los líderes de Pekín, las autoridades locales no sabían cómo responder. Debido a que las manifestaciones ahora incluían una amplia gama de grupos sociales, cada uno con su propio conjunto de quejas, se volvió cada vez menos claro con quién debía negociar el gobierno y cuáles eran las demandas. El gobierno, aún dividido sobre cómo lidiar con el movimiento, vio cómo su autoridad y legitimidad se erosionaban gradualmente a medida que los huelguistas de hambre tomaban el centro de atención y ganaban simpatía generalizada. Estas circunstancias combinadas ejercen una inmensa presión sobre las autoridades para que actúen, y la ley marcial se discutió como una respuesta apropiada.
La situación parecía intratable y el peso de tomar medidas decisivas recayó en el líder supremo Deng Xiaoping. Las cosas llegaron a un punto crítico el 17 de mayo durante una reunión del Comité Permanente del Politburó en la residencia de Deng. En la reunión, la estrategia basada en concesiones de Zhao Ziyang, que pedía la retractación del Editorial del 26 de abril, fue duramente criticada. Li Peng, Yao Yilin y Deng afirmaron que al pronunciar un discurso conciliador ante el Banco Asiático de Desarrollo, el 4 de mayo, Zhao había expuesto las divisiones dentro de la alta dirección y envalentonado a los estudiantes. Deng advirtió que "no hay forma de retroceder ahora sin que la situación se salga de control", por lo que "la decisión es trasladar tropas a Pekín para declarar la ley marcial" como muestra de la postura de no tolerancia del gobierno. Para justificar la ley marcial, los manifestantes fueron descritos como herramientas de los defensores del "liberalismo burgués" que estaban moviendo los hilos detrás de escena, así como herramientas de elementos dentro del partido que deseaban promover sus ambiciones personales. Durante el resto de su vida, Zhao Ziyang sostuvo que la decisión estaba finalmente en manos de Deng: entre los cinco miembros del PSC presentes en la reunión, él y Hu Qili se opusieron a la imposición de la ley marcial, Li Peng y Yao Yilin la apoyaron firmemente, y Qiao Shi se mantuvo cuidadosamente neutral y evasivo. Deng nombró a los tres últimos para llevar a cabo la decisión.
En la noche del 17 de mayo, el PSC se reunió en Zhongnanhai para ultimar los planes de la ley marcial. En la reunión, Zhao anunció que estaba listo para "despedirse", citando que no podía decidirse a llevar a cabo la ley marcial. Los ancianos que asistieron a la reunión, Bo Yibo y Yang Shangkun, instaron al PSC a seguir las órdenes de Deng. Zhao no consideró que el voto inconcluso del PSC tuviera implicaciones legalmente vinculantes para la ley marcial; Yang Shangkun, en su calidad de vicepresidente de la Comisión Militar Central, movilizó a los militares para que se trasladaran a la capital.[cita requerida]
Li Peng se reunió con estudiantes por primera vez el 18 de mayo en un intento de aplacar la preocupación pública por la huelga de hambre. Durante las conversaciones, líderes estudiantiles nuevamente exigieron al gobierno derogue la Editorial 26 de abril y afirme al movimiento estudiantil como "patriótico". Li Peng dijo que la principal preocupación del gobierno era enviar a los huelguistas de hambre a los hospitales. Las discusiones pusieron de manifiesto la confrontación y produjeron poco progreso sustancial, pero proporcionaron a los líderes estudiantiles más prominentes visibilidad en la televisión nacional. En este punto, los que pedían el derrocamiento del partido, Li Peng y Deng se hicieron prominentes tanto en Pekín como en otras ciudades. Los lemas apuntaban personalmente a Deng, por ejemplo llamándolo "el poder detrás del trono".

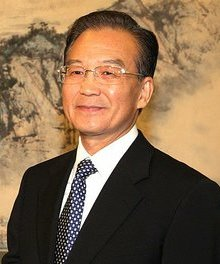
Wen Jiabao, entonces jefe de la Oficina General del Partido, acompañó a Zhao Ziyang a reunirse con los estudiantes en la plaza, sobreviviendo a la purga política de los liberales del partido y luego sirviendo como primer ministro de 2003 a 2013.

En la madrugada del 19 de mayo, Zhao Ziyang fue a Tiananmén en lo que se convirtió en su canto político del cisne. Lo acompañó Wen Jiabao. Li Peng también fue a la Plaza, pero se fue poco después. A las 4:50 a. m., Zhao pronunció un discurso con un megáfono ante una multitud de estudiantes, instándolos a poner fin a la huelga de hambre. Les dijo a los estudiantes que aún eran jóvenes y los instó a mantenerse saludables y a no sacrificarse sin la debida preocupación por su futuro. El emotivo discurso de Zhao fue aplaudido por algunos estudiantes. Sería su última aparición pública.
Estudiantes, llegamos demasiado tarde. Lo sentimos. Hablas de nosotros, nos criticas, todo es necesario. La razón por la que vine aquí no es para pedirte que nos perdones. Todo lo que quiero decir es que los estudiantes se están volviendo muy débiles. Es el séptimo día desde que inició una huelga de hambre. No puedes continuar así. (…) Aún eres joven, aún faltan muchos días, debes vivir saludablemente, y ver el día en que China cumpla las Cuatro Modernizaciones. No eres como nosotros. Ya somos viejos. Ya no nos importa.

- Zhao Ziyang en la Plaza de Tiananmén, 19 de mayo de 1989
El 19 de mayo, el PSC se reunió con líderes militares y ancianos del partido. Deng presidió la reunión y dijo que la ley marcial era la única opción. En la reunión, Deng declaró que estaba equivocado al elegir a Hu Yaobang y Zhao Ziyang como sus sucesores y resolvió destituir a Zhao de su puesto de secretario general. Deng también prometió tratar resueltamente con los partidarios de Zhao y comenzar el trabajo de propaganda.[cita requerida]

### Vigilancia de manifestantes
Los líderes estudiantiles fueron sometidos a una estrecha vigilancia por parte de las autoridades; se utilizaron cámaras de tráfico para realizar vigilancia en la plaza; y los restaurantes cercanos, y dondequiera que se reunieran los estudiantes, fueron intervenidos. Esta vigilancia condujo a la identificación, captura y castigo de los participantes de la protesta. Después de la masacre, el gobierno realizó interrogatorios exhaustivos en unidades de trabajo, instituciones y escuelas para identificar quiénes habían estado en la protesta.

### Fuera de Pekín
Los estudiantes universitarios de Shanghái también salieron a las calles para conmemorar la muerte de Hu Yaobang y protestar contra ciertas políticas gubernamentales. En muchos casos, estos fueron apoyados por las propias células del partido de las universidades. Jiang Zemin, entonces secretario municipal del Partido, se dirigió a los manifestantes estudiantiles con un vendaje y "expresó su comprensión", ya que era un agitador estudiantil antes de 1949. Al mismo tiempo, se apresuró a enviar fuerzas policiales para controlar las calles y purgar a los líderes del Partido Comunista que habían apoyado a los estudiantes.[cita requerida]
El 19 de abril, los editores del World Economic Herald, una revista cercana a los reformistas, decidieron publicar una sección conmemorativa sobre Hu. En el interior había un artículo de Yan Jiaqi, que comentaba favorablemente las protestas estudiantiles de Pekín y pedía una revaluación de la purga de Hu en 1987. Sintiendo las tendencias políticas conservadoras en Pekín, Jiang Zemin exigió que el artículo fuera censurado y muchos periódicos se imprimieron con una página en blanco. Jiang luego suspendió al editor principal Qin Benli, su acción decisiva se ganó la confianza de los ancianos del partido conservador, quienes elogiaron la lealtad de Jiang.
En Hong Kong, el 27 de mayo, más de 300 000 personas se reunieron en el Hipódromo del Valle Feliz para una reunión llamada Concierto para la Democracia en China (en chino: 民主 歌聲 獻 中華). Muchas celebridades de Hong Kong cantaron canciones y expresaron su apoyo a los estudiantes en Pekín. Al día siguiente, una procesión de 1.5 millones de personas, una cuarta parte de la población de Hong Kong, encabezada por Martin Lee, Szeto Wah y otros líderes de organizaciones, desfilaron por la isla de Hong Kong. En todo el mundo, especialmente donde vivía la etnia china, la gente se reunió y protestó. Muchos gobiernos, incluidos los de Estados Unidos y Japón, emitieron advertencias de viaje contra viajar a China.

## Disolución de las protestas

### Ley marcial

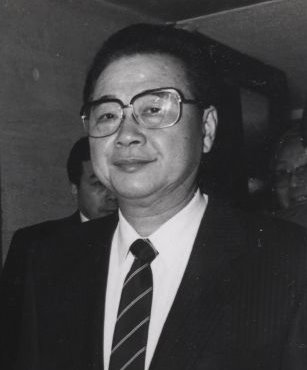
El primer ministro Li Peng declaró la ley marcial y respaldó la intervención del ejército.

El gobierno chino declaró la ley marcial el 20 de mayo y movilizó al menos 30 divisiones de cinco de las siete regiones militares del país. Al menos 14 de los 24 cuerpos de ejército del EPL contribuyeron con tropas. Con el tiempo se enviaron hasta 250 000 soldados a la capital, algunos llegaron por vía aérea y otros por ferrocarril. Las autoridades de aviación civil de Guangzhou suspendieron los viajes en líneas aéreas civiles para prepararse para el transporte de unidades militares.
La entrada del ejército a la capital fue bloqueada en los suburbios por multitudes de manifestantes. Decenas de miles de manifestantes rodearon vehículos militares, impidiéndoles avanzar o retroceder. Los manifestantes daban lecciones a los soldados y les pedían que se unieran a su causa; también proporcionaron a los soldados comida, agua y refugio. Al no ver ningún camino a seguir, las autoridades ordenaron al ejército que se retirara el 24 de mayo. Luego, todas las fuerzas gubernamentales se retiraron a bases fuera de la ciudad. Si bien inicialmente se consideró que la retirada del ejército "cambiaba el rumbo" a favor de los manifestantes, en realidad, la movilización se estaba llevando a cabo en todo el país para un asalto final.
Al mismo tiempo, las divisiones internas se intensificaron dentro del propio movimiento estudiantil. A fines de mayo, los estudiantes se volvieron cada vez más desorganizados sin un liderazgo claro o un curso de acción unificado. Además, la Plaza de Tiananmén estaba superpoblada y enfrentaba graves problemas de higiene. Hou Dejian sugirió una elección abierta del liderazgo estudiantil para hablar por el movimiento, pero se encontró con oposición. Mientras tanto, Wang Dan moderó su posición, presintiendo ostensiblemente la inminente acción militar y sus consecuencias. Abogó por una retirada temporal de la Plaza de Tiananmén para reagruparse en el campus, pero a esto se opusieron las facciones de estudiantes de línea dura que querían ocupar la Plaza. La creciente fricción interna daría lugar a luchas por el control de los altavoces en el centro de la Plaza en una serie de "mini-golpes": quien controlaba los altavoces estaba "a cargo" del movimiento. Algunos estudiantes esperaban en la estación de tren para recibir a los estudiantes de otras partes del país en un intento por obtener el apoyo de las facciones. Los grupos de estudiantes comenzaron a acusarse unos a otros de motivos ocultos, como la connivencia con el gobierno y tratar de ganar fama personal del movimiento. Algunos estudiantes incluso intentaron expulsar a Chai Ling y Feng Cong de sus posiciones de liderazgo en un intento de secuestro, una acción que Chai denominó un "complot bien organizado y premeditado".

### 1 al 3 de junio
El 1 de junio, Li Peng publicó un informe titulado "Sobre la verdadera naturaleza de la confusión", que se distribuyó a todos los miembros del Politburó. El informe tenía como objetivo persuadir al Politburó de la necesidad y legalidad de despejar la Plaza de Tiananmén refiriéndose a los manifestantes como terroristas y contrarrevolucionarios. El informe decía que la agitación continuaba creciendo, los estudiantes no tenían planes de irse y estaban ganando apoyo popular. Una justificación adicional para la ley marcial vino en forma de un informe presentado por el Ministerio de Seguridad del Estado (MSS) a la dirección del partido. El informe enfatizó el peligro de infiltración del liberalismo burgués en China y el efecto negativo que Occidente, particularmente Estados Unidos, tuvo en los estudiantes. El MSS expresó su creencia de que las fuerzas estadounidenses habían intervenido en el movimiento estudiantil con la esperanza de derrocar al Partido Comunista. El informe creó un sentido de urgencia dentro del partido y justificó la acción militar. Junto con el plan para despejar la plaza por la fuerza, el Politburó recibió noticias del cuartel general del ejército indicando que las tropas estaban listas para ayudar a estabilizar la capital y que entendían la necesidad y legalidad de la ley marcial para superar la confusión.
El 2 de junio, con la creciente acción de los manifestantes, el PCCh vio que era hora de actuar. Las protestas estallaron cuando los periódicos publicaron artículos que pedían a los estudiantes que abandonaran la plaza de Tiananmén y pusieran fin al movimiento. Muchos de los estudiantes de la plaza no estaban dispuestos a irse y estaban indignados por los artículos. También se mostraron indignados por el Diario de Pekín del 1 de junio que tenía el mensaje de 'Tiananmén, lloro por ti', que fue escrito por un compañero que se había desilusionado con el movimiento, como él pensaba que era caótico y desorganizado. En respuesta a los artículos, miles de estudiantes se alinearon en las calles de Pekín para protestar contra la salida de la plaza.
Tres intelectuales, Liu Xiaobo, Zhou Duo y Gao Xin, y el cantante taiwanés Hou Dejian declararon una segunda huelga de hambre para reactivar el movimiento. Después de semanas de ocupar la plaza, los estudiantes estaban cansados y se abrieron brechas internas entre los grupos de estudiantes moderados y de línea dura. En su discurso de declaración, los huelguistas criticaron abiertamente la represión del movimiento por parte del gobierno, para recordar a los estudiantes que valía la pena luchar por su causa y presionarlos para que continuaran ocupando la plaza.
El 2 de junio, Deng Xiaoping y varios ancianos del partido se reunieron con los tres miembros del PSC, Li Peng, Qiao Shi y Yao Yilin, que se quedaron después de que Zhao Ziyang y Hu Qili fueran derrocados. Los miembros del comité acordaron despejar la plaza para que "se detenga el motín y se restablezca el orden en la capital". También acordaron que la Plaza necesitaba ser despejada lo más pacíficamente posible; pero si los manifestantes no cooperaban, las tropas estarían autorizadas a usar la fuerza para completar el trabajo. Ese día, los periódicos estatales informaron que las tropas estaban ubicadas en diez áreas clave de la ciudad. Las unidades del 27, los ejércitos 65 y 24 fueron trasladados en secreto al Gran Salón del Pueblo en el lado oeste de la Plaza y al recinto del Ministerio de Seguridad Pública al este de la Plaza.
En la noche del 2 de junio, los informes de que un zanjadora del ejército atropelló a cuatro civiles, matando a tres, despertaron el temor de que el ejército y la policía estuvieran tratando de avanzar hacia la plaza de Tiananmén. Los líderes estudiantiles emitieron órdenes de emergencia para establecer barricadas en las principales intersecciones para evitar la entrada de tropas al centro de la ciudad.
En la mañana del 3 de junio, estudiantes y residentes descubrieron tropas vestidas de civil que intentaban introducir armas de contrabando en la ciudad. Los estudiantes confiscaron y entregaron las armas a la policía de Pekín. Los estudiantes protestaron frente a la puerta Xinhua del complejo de liderazgo de Zhongnanhai, y la policía lanzó gases lacrimógenos. Las tropas desarmadas emergieron del Gran Salón del Pueblo y rápidamente se encontraron con multitudes de manifestantes. Los manifestantes apedrearon a la policía, obligándolos a retirarse dentro del recinto de Zhongnanhai, mientras que 5000 soldados desarmados que intentaban avanzar a la plaza fueron obligados por los manifestantes a retirarse temporalmente.
A las 4:30 p. m. del 3 de junio, los tres miembros del PSC se reunieron con líderes militares, el secretario del Partido de Pekín, Li Ximing, el alcalde Chen Xitong y un miembro de la secretaría del Consejo de Estado, Luo Gan, y finalizaron la orden para la aplicación de la ley marcial:
1. El operativo para sofocar el motín contrarrevolucionario comenzó a las 21 horas.
2. Las unidades militares deben converger en la Plaza a la 1 a. m. del 4 de junio, y la Plaza debe estar despejada a las 6 a. m.
3. No se tolerarían retrasos.
4. Nadie puede impedir el avance de las tropas haciendo cumplir la ley marcial. Las tropas pueden actuar en defensa propia y utilizar cualquier medio para eliminar los impedimentos.
5. Los medios estatales transmitirán advertencias a los ciudadanos.[120]

La orden no contenía explícitamente una directiva de disparar a matar, pero algunas unidades entendieron el permiso para "usar cualquier medio" como una autorización para usar fuerza letal. Esa noche, los líderes del gobierno monitorearon la operación desde el Gran Salón del Pueblo y Zhongnanhai.

### 3 al 4 de junio
En la noche del 3 de junio, la televisión estatal advirtió a los residentes que se quedaran en el interior; pero multitudes de personas tomaron las calles, como lo habían hecho dos semanas antes, para bloquear al ejército entrante. Las unidades del EPL avanzaron sobre Pekín desde todas las direcciones: los ejércitos 38, 63 y 28 desde el oeste; el 15.º Cuerpo Aerotransportado, los ejércitos 20, 26 y 54 del sur; el 39.º Ejército y la 1.ª División Blindada del este; y los ejércitos 40 y 64 del norte.

#### Avenida Chang'an

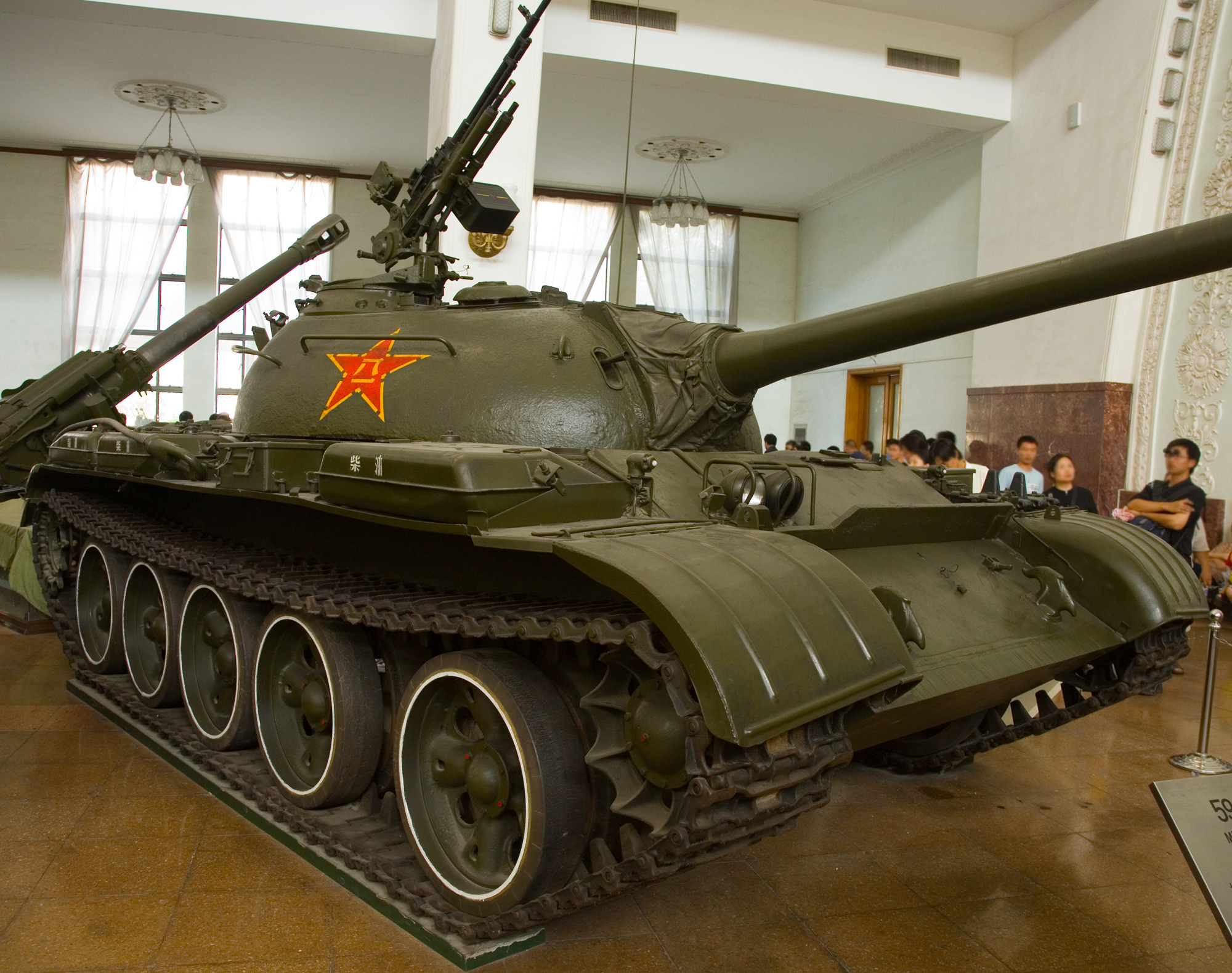
El tanque de batalla principal Tipo 59, aquí en exhibición en el Museo Militar de la Revolución Popular China en el oeste de Pekín, fue desplegado por el Ejército Popular de Liberación el 3 de junio de 1989.

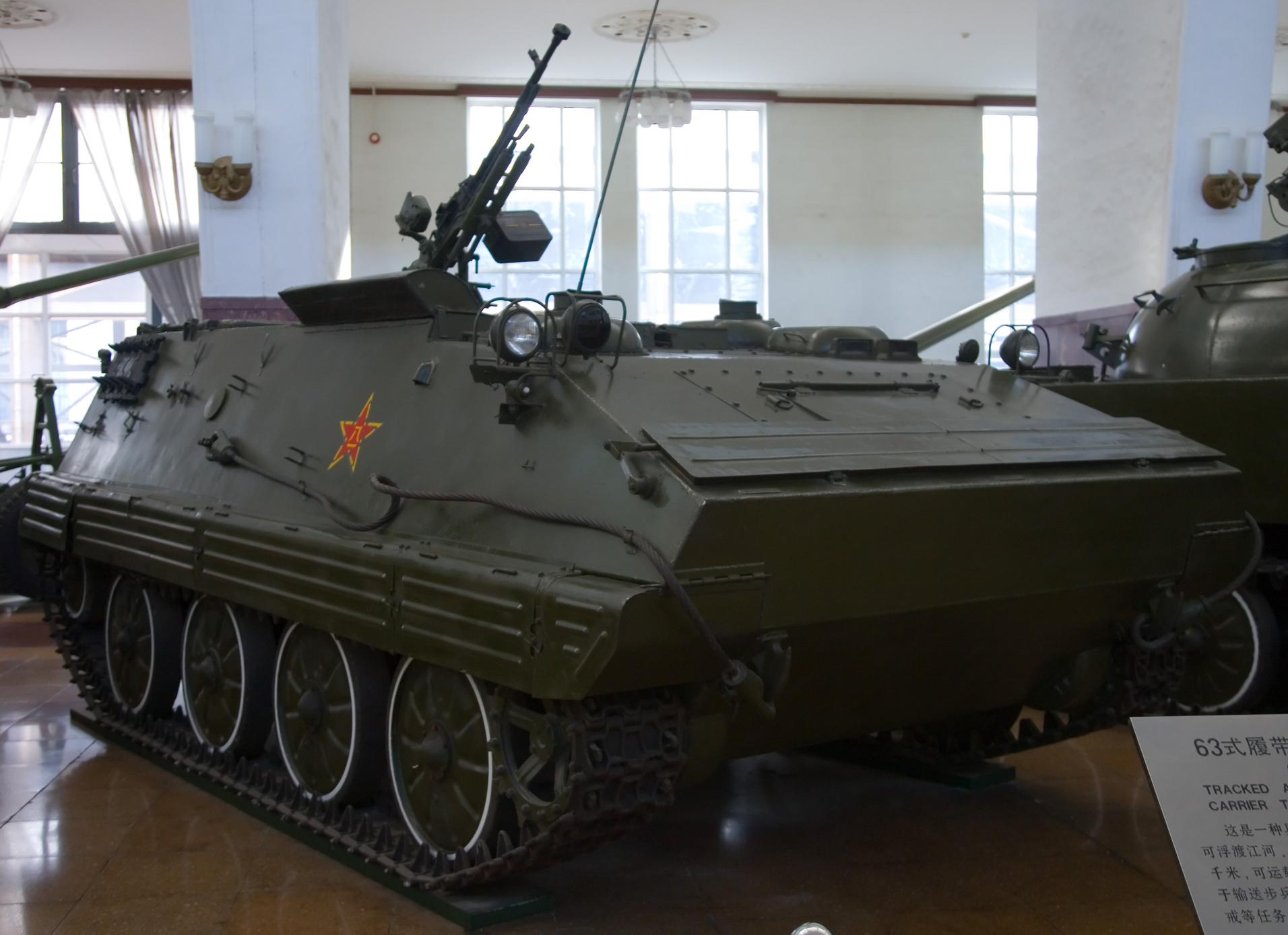
Vehículo blindado de transporte de personal Tipo 63 desplegado por el Ejército Popular de Liberación en Pekín en 1989

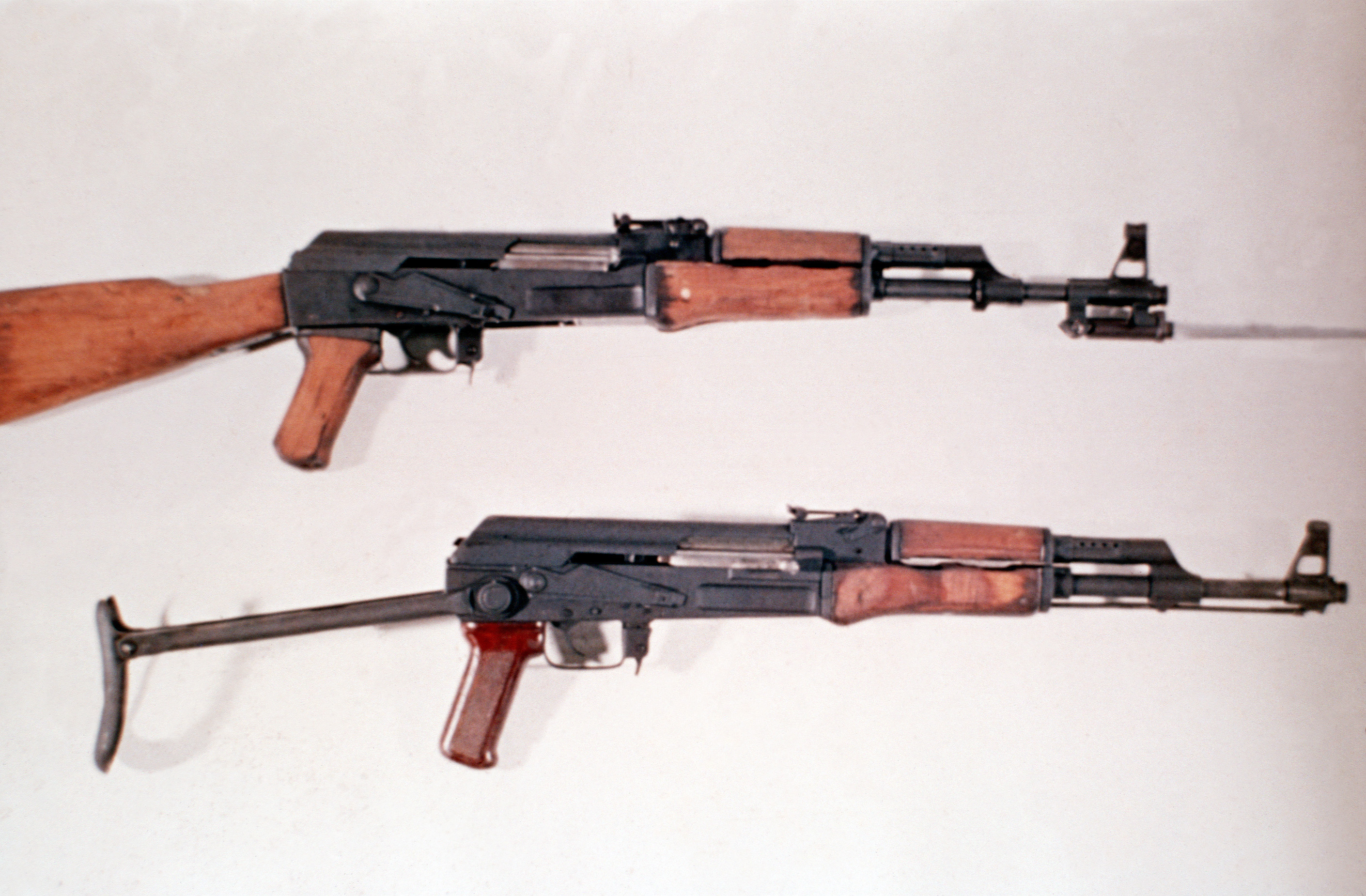
A diferencia del incidente de Tiananmén de 1976, que no involucró al ejército, en 1989 los soldados estaban armados con el rifle de asalto Tipo 56 (arriba), una variante del AKS-47 (abajo) y dispararon munición real contra civiles.

Aproximadamente a las 10 de la noche, el 38.º Ejército comenzó a disparar al aire mientras viajaban hacia el este por el oeste de la avenida Chang'an hacia el centro de la ciudad. Inicialmente pretendían que los disparos de advertencia asustaran y dispersaran a las grandes multitudes que se reunían. Este intento falló. Las primeras víctimas ocurrieron tan al oeste como Wukesong, donde Song Xiaoming, un técnico aeroespacial de 32 años, fue la primera víctima mortal confirmada de la noche. Varios minutos más tarde, cuando el convoy se encontró con un bloqueo sustancial al este de la tercera carretera de circunvalación, abrieron fuego de rifle automático directamente contra los manifestantes. La multitud se sorprendió de que el ejército estaba usando munición real y reaccionó lanzando insultos y proyectiles. Las tropas utilizaron balas expansivas, prohibidas por el derecho internacional para su uso en la guerra entre países, pero no para otros usos.
Aproximadamente a las 10:30 p. m., el avance del ejército se detuvo brevemente en Muxidi, a unos 5 km al oeste de la Plaza, donde se colocaron trolebuses articulados a través de un puente y se les prendió fuego. Multitudes de residentes de bloques de apartamentos cercanos intentaron rodear el convoy militar y detener su avance. El 38.º Ejército volvió a abrir fuego, causando numerosas bajas. Según la tabulación de víctimas de las Madres de Tiananmén, 36 personas murieron en Muxidi, incluido Wang Weiping, un médico que atendía a los heridos. A medida que la batalla continuó hacia el este, los disparos se volvieron indiscriminados, con "patrones aleatorios y callejeros" que mataron tanto a manifestantes como a transeúntes no involucrados. Varios fueron asesinados en los apartamentos de altos funcionarios del partido con vistas al bulevar. Los soldados arrasaron los edificios de apartamentos con disparos y algunas personas dentro o en sus balcones recibieron disparos. El 38.º Ejército también utilizó vehículos blindados de transporte de personal (APC) para atravesar los autobuses. Continuaron luchando contra los manifestantes, quienes rápidamente levantaron barricadas y trataron de formar cadenas humanas. A medida que avanzaba el ejército, se registraron muertes a lo largo de la avenida Chang'an. Con mucho, el mayor número ocurrió en el tramo de dos millas de la carretera que va de Muxidi a Xidan, donde "65 camiones del EPL y 47 vehículos blindados (…) fueron totalmente destruidos y otros 485 vehículos militares resultaron dañados".
Al sur, el XV Cuerpo Aerotransportado también utilizó munición real y se registraron muertes de civiles en Hufangqiao, Zhushikou, Tianqiao y Qianmen.[cita requerida]

#### Los manifestantes atacan a los soldados del EPL
A diferencia de los líderes estudiantiles más moderados, Chai Ling parecía dispuesto a permitir que el movimiento estudiantil terminara en una confrontación violenta. En una entrevista concedida a finales de mayo, Chai sugirió que solamente cuando el movimiento terminara en un derramamiento de sangre la mayoría de China se daría cuenta de la importancia del movimiento estudiantil y se uniría. Sin embargo, sintió que no podía convencer a sus compañeros de esto. También afirmó que la expectativa de una represión violenta era algo que había escuchado de Li Lu y no una idea propia.

Cuando comenzaron los asesinatos, enfureció a los residentes de la ciudad, algunos de los cuales atacaron a los soldados con palos, piedras y cócteles molotov, prendieron fuego a vehículos militares y mataron a golpes a los soldados dentro de ellos. En una avenida en el oeste de Pekín, manifestantes antigubernamentales incendiaron un convoy militar de más de 100 camiones y vehículos blindados. El gobierno chino y sus partidarios han intentado argumentar que las tropas actuaron en defensa propia y se apoderaron de las bajas de las tropas para justificar el uso de la fuerza; pero los ataques letales a las tropas ocurrieron después de que los militares abrieron fuego a las 10 p. m. del 3 de junio y el número de muertes militares causadas por manifestantes fue relativamente bajo, entre 7 y 10, según Wu Renhua. El estudio y el informe del gobierno chino, en comparación con cientos o miles de muertes de civiles. The Wall Street Journal informó que:
Mientras columnas de tanques y decenas de miles de soldados se acercaban a Tiananmén, muchas tropas fueron atacadas por turbas enfurecidas que gritaban "fascistas". Decenas de soldados fueron sacados de camiones, golpeados brutalmente y dados por muertos. En una intersección al oeste de la plaza, el cuerpo de un joven soldado, que había sido golpeado hasta la muerte, fue desnudado y colgado del costado de un autobús. El cadáver de otro soldado estaba colgado en una intersección al este de la plaza.

#### Despeje de la Plaza
A las 8:30 p. m., helicópteros del ejército aparecieron sobre la plaza y los estudiantes llamaron a los campus para enviar refuerzos. A las 10 p. m., se llevó a cabo la ceremonia de fundación de la Universidad de la Democracia de Tiananmén según lo programado en la base de la Diosa de la Democracia. A las 22:16 horas, los altavoces controlados por el gobierno advirtieron que las tropas podrían tomar "cualquier medida" para hacer cumplir la ley marcial. A las 10:30 p. m., las noticias del derramamiento de sangre al oeste y al sur de la ciudad comenzaron a llegar a la plaza. A la medianoche, el altavoz de los estudiantes anunció la noticia de que un estudiante había sido asesinado en el oeste de la avenida Chang'an, cerca del Museo Militar, y un ambiente sombrío se instaló en la plaza. Li Lu, el subcomandante de la sede estudiantil, instó a los estudiantes a permanecer unidos en la defensa de la plaza por medios no violentos. A las 12:30 a. m., Wu'erkaixi se desmayó después de enterarse de que una estudiante de la Universidad Normal de Pekín, que había abandonado el campus con él esa misma noche, acababa de ser asesinada. Wu'erkaixi fue trasladado en ambulancia. Para entonces, todavía había entre 70 000 y 80 000 personas en la plaza.
Aproximadamente a las 12:15 a. m., una bengala iluminó el cielo y el primer vehículo blindado de personal apareció en la plaza desde el oeste. A las 12:30 horas llegaron dos APC más desde el sur. Los estudiantes arrojaron trozos de cemento a los vehículos. Un APC se detuvo, tal vez por postes de metal atascados en sus ruedas, y los manifestantes lo cubrieron con mantas empapadas de gasolina y le prendieron fuego. El intenso calor expulsó a los tres ocupantes, que fueron rodeados por manifestantes. Según los informes, los vehículos blindados habían atropellado tiendas de campaña y muchos en la multitud querían golpear a los soldados. Los estudiantes formaron un cordón protector y escoltaron a los tres hombres hasta la estación médica junto al Museo de Historia en el lado este de la plaza.
La presión aumentó sobre el liderazgo estudiantil para que abandonara la no violencia y tomara represalias contra los asesinatos. En un momento, Chai Ling tomó el megáfono y pidió a sus compañeros de estudios que se prepararan para "defenderse" del "gobierno desvergonzado". Sin embargo, ella y Li Lu finalmente acordaron adherirse a medios pacíficos y les confiscaron los palos, piedras y botellas de vidrio de los estudiantes.
Aproximadamente a la 1:30 a. m., la vanguardia del 38 Ejército, del XV Cuerpo Aerotransportado, arribó a los extremos norte y sur de la Plaza, respectivamente. Comenzaron a sellar la Plaza de los refuerzos de estudiantes y residentes, matando a más manifestantes que intentaban ingresar a la Plaza. Mientras tanto, los soldados de los ejércitos 27 y 65 salieron del Gran Salón del Pueblo al oeste, y los del 24 Ejército emergieron de detrás del Museo de Historia al este. Los estudiantes restantes, varios miles, fueron completamente rodeados en el Monumento a los Héroes del Pueblo en el centro de la Plaza. A las 2 a. m., las tropas dispararon sobre las cabezas de los estudiantes en el Monumento. Los estudiantes transmitieron súplicas a las tropas: "Les suplicamos en paz, por la democracia y la libertad de la patria, por la fuerza y la prosperidad de la nación china, por favor cumplan con la voluntad del pueblo y abstengan de usar la fuerza contra manifestantes estudiantiles pacíficos".
Aproximadamente a las 2:30 a. m., varios trabajadores cerca del Monumento salieron con una ametralladora que habían capturado a las tropas y prometieron vengarse. Hou Dejian los convenció de que entregaran el arma. Los trabajadores también entregaron un rifle de asalto sin munición, que Liu Xiaobo estrelló contra la barandilla de mármol del Monumento. Shao Jiang, un estudiante que había sido testigo de los asesinatos en Muxidi, suplicó a los intelectuales mayores que se retiraran, diciendo que se habían perdido demasiadas vidas. Inicialmente, Liu Xiaobo se mostró reacio, pero finalmente se unió a Zhou Duo, Gao Xin y Hou Dejian para presentar el caso a los líderes estudiantiles para que se retiraran. Chai Ling, Li Lu y Feng Congde inicialmente rechazaron la idea de la retirada. A las 3:30 a. m., a sugerencia de dos médicos en el campamento de la Cruz Roja, Hou Dejian y Zhuo Tuo acordaron tratar de negociar con los soldados. Viajaron en una ambulancia hasta la esquina noreste de la plaza y hablaron con Ji Xinguo, el comisario político del 336° Regimiento del 38° Ejército, quien transmitió la solicitud para el cuartel general de mando, que acordó otorgar un paso seguro para los estudiantes del sureste. El comisario le dijo a Hou, "sería un gran logro si puedes persuadir a los estudiantes de que abandonen la plaza".
A las 4 de la mañana, las luces de la plaza se apagaron repentinamente y el altavoz del gobierno anunció: "El despeje de la plaza comienza ahora. Estamos de acuerdo con la solicitud de los estudiantes de despejar la plaza". Los estudiantes cantaron The Internationale y se prepararon para una última batalla. Hou regresó e informó a los líderes estudiantiles de su acuerdo con las tropas. A las 4:30 a. m. se volvieron a encender las luces y las tropas comenzaron a avanzar sobre el Monumento por todos lados. Aproximadamente a las 4:32 a. m., Hou Dejian tomó el altavoz del estudiante y relató su encuentro con los militares. Muchos estudiantes, que se enteraron de las charlas por primera vez, reaccionaron con enojo y lo acusaron de cobardía.
Los soldados se detuvieron a unos diez metros de los estudiantes, la primera fila de tropas armadas con ametralladoras desde la posición de decúbito prono. Detrás de ellos, los soldados se pusieron en cuclillas y se pararon con rifles de asalto. Mezclados entre ellos había policías antidisturbios con garrotes. Más atrás estaban los tanques y los vehículos blindados. Feng Congde tomó el altavoz y explicó que no quedaba tiempo para celebrar una reunión. En cambio, un voto de voz decidiría la acción colectiva del grupo. Aunque los resultados de la votación no fueron concluyentes, Feng dijo que los "gos" habían prevalecido. A los pocos minutos, alrededor de las 4:35 a. m., un escuadrón de soldados con uniforme camuflado cargó contra el Monumento y disparó el altavoz de los estudiantes. Otras tropas golpearon y patearon a decenas de estudiantes en el Monumento, apoderándose y destrozando sus cámaras y equipos de grabación. Un oficial con un altavoz gritó: "Será mejor que se vayan, o esto no terminará bien".
Algunos de los estudiantes y profesores persuadieron a otros que aún estaban sentados en los niveles inferiores del Monumento a que se levantaran y se fueran, mientras los soldados los golpeaban con garrotes y culatas y los pinchaban con bayonetas. Los testigos escucharon ráfagas de disparos. Aproximadamente a las 5:10 a. m., los estudiantes comenzaron a salir del Monumento. Se tomaron de los brazos y marcharon a lo largo de un corredor hacia el sureste, aunque algunos partieron hacia el norte. Los que se negaron a irse fueron golpeados por los soldados y se les ordenó unirse a la procesión que se marchaba. Después de sacar a los estudiantes de la plaza, se ordenó a los soldados que entregaran sus municiones, tras lo cual se les permitió un breve respiro, de 7 a. m. a 9 a. m. Luego se ordenó a los soldados que despejaran la plaza de todos los escombros sobrantes de la ocupación estudiantil. Los escombros se apilaron y se quemaron en la plaza o se colocaron en grandes bolsas de plástico que luego fueron transportadas por helicópteros militares. Después de la limpieza, las tropas estacionadas en el Gran Salón del Pueblo permanecieron confinadas durante los siguientes nueve días. Durante este tiempo, los soldados se quedaron durmiendo en el suelo y se les dio de comer diariamente un solo paquete de fideos instantáneos compartido entre tres hombres. Aparentemente, los oficiales no sufrieron tal privación y se les sirvió comidas regulares aparte de sus tropas.
Justo después de las 6 a. m. del 4 de junio, mientras un convoy de estudiantes que había abandonado la plaza caminaba hacia el oeste por el carril para bicicletas a lo largo de la avenida Chang'an de regreso al campus, tres tanques los persiguieron desde la Plaza, disparando gases lacrimógenos. Un tanque atravesó la multitud, matando a 11 estudiantes e hiriendo a decenas de otros.
Más tarde en la mañana, miles de civiles intentaron reingresar a la plaza desde el noreste por el oeste de la avenida Chang'an, que estaba bloqueada por filas de infantería. Muchos en la multitud eran padres de los manifestantes que habían estado en la Plaza. Cuando la multitud se acercó a las tropas, un oficial hizo sonar una advertencia y las tropas abrieron fuego. La multitud se apresuró a regresar por la avenida, a la vista de los periodistas en el Hotel Beijing. Decenas de civiles recibieron disparos por la espalda mientras huían. Más tarde, las multitudes volvieron hacia las tropas, que abrieron fuego de nuevo. Entonces la gente huyó presa del pánico. Una ambulancia que llegaba también quedó atrapada entre los disparos. La multitud lo intentó varias veces más pero no pudo entrar a la Plaza, que permaneció cerrada al público durante dos semanas.

### 5 de junio y el hombre del tanque
El 5 de junio, la represión de la protesta fue inmortalizada fuera de China a través de imágenes de video y fotografías de un hombre solitario parado frente a una columna de tanques que salía de la Plaza de Tiananmén por la Avenida Chang'an. El "Hombre tanque" se convirtió en una de las fotografías más emblemáticas del siglo XX. Cuando el conductor del tanque trató de rodearlo, el "Hombre Tanque" se interpuso en el camino del tanque. Continuó de pie desafiante frente a los tanques durante algún tiempo, luego se subió a la torreta del tanque principal para hablar con los soldados que estaban adentro. Después de regresar a su posición frente a los tanques, el hombre fue apartado por un grupo de personas.
Aunque se desconoce el destino de "Hombre tanque" después de la manifestación, el principal líder chino Jiang Zemin declaró en 1990 que no creía que el hombre hubiera sido asesinado. The Times después lo nombró una de las 100 personas más influyentes del siglo XX.
Poco después del incidente, el diario británico Sunday Express le identificó como Wang Weilin, un estudiante de 19 años de edad; sin embargo, la veracidad de esta identificación es dudosa. Bruce Herschensohn, asistente especial del expresidente de los Estados Unidos Richard Nixon y miembro del equipo de Ronald Reagan, aseguró que fue ejecutado catorce días después de la revuelta por un pelotón de fusilamiento. Jan Wong escribió que este hombre sigue con vida y se oculta en un área rural de China. William Bell, escritor canadiense, asegura en cambio que se llamaba Wang Aimin y fue ejecutado el 9 de junio.
Un convoy de 37 APC detenido en Bulevar Changan en Muxidi se vio obligado a abandonar sus vehículos después de quedar atrapado entre una variedad de autobuses y vehículos militares quemados. Además de los incidentes ocasionales de soldados abriendo fuego contra civiles en Pekín, los medios de comunicación occidentales informaron de enfrentamientos entre unidades del EPL. A última hora de la tarde, 26 tanques, tres vehículos blindados de transporte de personal y la infantería de apoyo tomaron posiciones defensivas de cara al este en los pasos elevados de Jianguomen y Fuxingmen. Se escuchó fuego de bala durante toda la noche y, a la mañana siguiente, un infante de marina de los Estados Unidos en la parte este de la ciudad informó haber visto un vehículo blindado dañado que un proyectil perforador de blindaje había desactivado. La agitación en curso en la capital interrumpió el flujo de la vida cotidiana. No hubo ediciones del Diario del Pueblo disponibles en Pekín el 5 de junio, a pesar de las garantías de que habían sido impresas. Muchas tiendas, oficinas y fábricas no pudieron abrir, ya que los trabajadores permanecieron en sus hogares y los servicios de transporte público se limitaron al metro y las rutas de autobuses suburbanos.
En general, el gobierno recuperó el control en la semana siguiente a la toma militar de la plaza. Siguió una purga política en la que los funcionarios responsables de organizar o aprobar las protestas fueron destituidos y los líderes de las protestas fueron encarcelados.

### Protestas fuera de Pekín
Después de que se restableciera el orden en Pekín el 4 de junio, continuaron protestas de varios tamaños en unas 80 ciudades chinas fuera del centro de atención de la prensa internacional. En la colonia británica de Hong Kong, la gente volvió a vestirse de negro en solidaridad con los manifestantes en Pekín. También hubo protestas en otros países, donde muchos adoptaron también el uso de brazaletes negros.
En Shanghái, los estudiantes marcharon por las calles el 5 de junio y erigieron barricadas en las principales vías. Se bloqueó el tráfico ferroviario. Se suspendieron otros medios de transporte público y se impidió a las personas llegar al trabajo.[cita requerida] Los trabajadores de la fábrica se declararon en huelga general y tomaron las calles. El 6 de junio, el gobierno municipal intentó despejar el bloqueo ferroviario, pero se encontró con una feroz resistencia de la multitud. Varias personas murieron atropelladas por un tren. El 7 de junio, estudiantes de las principales universidades de Shanghái asaltaron varias instalaciones del campus para erigir féretros en conmemoración de los muertos en Pekín. La situación se fue controlando gradualmente sin una fuerza letal. El gobierno municipal obtuvo el reconocimiento de los principales líderes en Pekín por evitar una gran agitación.
En las ciudades del interior de Xi'an, Wuhan, Nankín y Chengdu, muchos estudiantes continuaron las protestas después del 4 de junio, a menudo levantando barricadas. En Xi'an, los estudiantes impidieron que los trabajadores ingresaran a las fábricas. En Wuhan, los estudiantes bloquearon el puente del ferrocarril del río Yangtze y otros 4000 se reunieron en la estación de tren. Aproximadamente mil estudiantes organizaron una "sentada" en el ferrocarril. Se interrumpió el tráfico ferroviario en las líneas Pekín-Cantón y Wuhan-Dalian. Los estudiantes también instaron a los empleados de las principales empresas estatales a ir a la huelga. En Wuhan, la situación era tan tensa que, según los informes, los residentes iniciaron una corrida bancaria y recurrieron a la compra por pánico.
Escenas similares se desarrollaron en Nankín. El 7 de junio, cientos de estudiantes bloquearon el puente del río Yangtsé de Nankín y el puente ferroviario de Zhengyangmen. Fueron persuadidos de evacuar sin incidentes más tarde ese día, aunque regresaron al día siguiente para ocupar la estación principal de trenes y los puentes.
El ambiente en Chengdu era más violento. En la mañana del 4 de junio, la policía disolvió por la fuerza la manifestación estudiantil en la plaza Tianfu. La violencia resultante provocó la muerte de ocho personas y cientos de heridos. Los ataques más brutales ocurrieron el 5 y 6 de junio. Los testigos estiman que entre 30 y 100 cuerpos fueron arrojados a un camión después de que una multitud irrumpiera en el hotel Jinjiang. Según Amnistía Internacional, al menos 300 personas murieron en Chengdu el 5 de junio. Las tropas en Chengdu utilizaron granadas de conmoción, porras, cuchillos y armas de electrochoque contra la población civil. Se ordenó a los hospitales que no aceptaran estudiantes y, en la segunda noche, la policía detuvo el servicio de ambulancia.

### Declaraciones del gobierno
En una conferencia de prensa el 6 de junio, el portavoz del Consejo de Estado, Yuan Mu, anunció que según estadísticas preliminares, "casi 300 personas murieron (…) incluidos soldados, 23 estudiantes, elementos malos que merecen esto por sus crímenes, y personas que fueron asesinadas por error". Los heridos, dijo, incluían "5000 [policías] y [soldados] y más de 2000 civiles, incluido el puñado de rufianes sin ley y las masas espectadoras que entienden la situación". El portavoz militar Zhang Gong declaró que nadie murió en la Plaza de Tiananmén y nadie fue atropellado por tanques en la Plaza.
El 9 de junio, Deng Xiaoping, que apareció en público por primera vez desde que comenzaron las protestas, pronunció un discurso alabando a los "mártires" (soldados del EPL que habían muerto). Deng declaró que el objetivo del movimiento estudiantil era derrocar al partido y al estado. "Su objetivo es establecer una república burguesa totalmente dependiente de Occidente", dijo Deng de los manifestantes. Deng argumentó que los manifestantes se habían quejado de la corrupción para cubrir su verdadero motivo, reemplazando al sistema socialista. Dijo que "todo el mundo imperialista occidental planea hacer que todos los países socialistas descarten el camino socialista y luego ponerlos bajo el monopolio del capital internacional y en el camino capitalista".

## Número de muertos
El número de muertos y el alcance del derramamiento de sangre en la propia plaza han estado en disputa desde los hechos. El PCCh suprimió activamente la discusión sobre las cifras de víctimas inmediatamente después de los hechos, y las estimaciones se basan en gran medida en el testimonio de testigos presenciales, los registros hospitalarios y los esfuerzos organizados por los familiares de las víctimas. Como resultado, existen grandes discrepancias entre varias estimaciones de víctimas. Las estimaciones iniciales oscilaron entre la cifra oficial de unos pocos cientos y varios miles.

### Cifras oficiales
Los anuncios oficiales del PCCh poco después del evento cifraron el número de muertos en alrededor de 300. En la conferencia de prensa del Consejo de Estado del 6 de junio, el portavoz Yuan Mu dijo que los "recuentos preliminares" del gobierno mostraban que unos 300 civiles y soldados murieron, incluidos 23 estudiantes. de las universidades de Pekín, junto con algunas personas a las que describió como "rufianes". Yuan también dijo que unos 5000 soldados y policías resultaron heridos, junto con 2000 civiles. El 19 de junio, el secretario del Partido de Pekín, Li Ximing, informó al Politburó que el número de muertos confirmado por el gobierno era de 241, incluidos 218 civiles (de los cuales 36 eran estudiantes), 10 soldados del EPL y 13 policías armados populares, junto con 7000 heridos. El alcalde Chen Xitong dijo el 30 de junio que el número de heridos era de alrededor de 6000.

### Otras estimaciones
En la mañana del 4 de junio, se informaron muchas estimaciones de muertes, incluso de fuentes afiliadas al PCCh. Los folletos de la Universidad de Pekín que circularon en el campus sugirieron un número de muertos de entre dos y tres mil. La Cruz Roja China había dado una cifra de 2600 muertos, pero luego negó haber dado esa cifra. El embajador suizo había estimado 2700. Nicholas D. Kristof de The New York Times escribió el 21 de junio que "parece plausible que murieran alrededor de una docena de soldados y policías, junto con 400 a 800 civiles". El embajador de Estados Unidos James Lilley dijo que, según las visitas a los hospitales de Pekín, un mínimo de varios cientos habían muerto. Un cable desclasificado de la Agencia de Seguridad Nacional presentado el mismo día estimó entre 180 y 500 muertes hasta la mañana del 4 de junio. Los registros hospitalarios de Pekín compilados poco después de los hechos registraron al menos 478 muertos y 920 heridos. Las estimaciones de Amnistía Internacional sitúan el número de muertes entre varios cientos y cerca de 1000, mientras que un diplomático occidental que compiló estimaciones situó el número entre 300 y 1000.
En un cable desclasificado ampliamente divulgado en 2017 enviado después de los eventos en Tiananmén, el embajador británico Sir Alan Donald afirmó inicialmente, basado en información de un "buen amigo" en el Consejo de Estado de China, que murieron un mínimo de 10 000 civiles, afirmaciones que fueron repetidas en un discurso por el primer ministro australiano Bob Hawke, pero que es un número estimado mucho más alto que otras fuentes proporcionadas. Después de la desclasificación, el exlíder de la protesta estudiantil Feng Congde señaló que Sir Donald posteriormente revisó su estimación a 2700-3400 muertes, una cifra más cercana a otras estimaciones.

### Identificando a los muertos
Las Madres de Tiananmen, un grupo de defensa de las víctimas cofundado por Ding Zilin y Zhang Xianliang, cuyos hijos fueron asesinados por el PCCh durante la represión, identificaron 202 víctimas hasta agosto de 2011. Frente a la interferencia del PCCh, el grupo ha trabajado arduamente para localizar a las familias de las víctimas y recopilar información sobre las víctimas. Su recuento había aumentado de 155 en 1999 a 202 en 2011. La lista incluye cuatro personas que se suicidaron el 4 de junio o después por razones relacionadas con su participación en las manifestaciones.
El exmanifestante Wu Renhua de la Alianza China para la Democracia, un grupo extranjero que lucha por la reforma democrática en China, dijo que solo pudo identificar y verificar 15 muertes de militares. Wu afirma que si las muertes por eventos no relacionados con los manifestantes se eliminaran del recuento, solo siete muertes entre el personal militar podrían contarse como "muertos en acción" por los alborotadores.

### Muertes en la propia Plaza de Tiananmén
Los funcionarios del Partido Comunista de China han afirmado durante mucho tiempo que nadie murió en la plaza en las primeras horas de la mañana del 4 de junio, durante la "resistencia" del último grupo de estudiantes en la parte sur de la plaza. Inicialmente, los informes de los medios extranjeros sobre una "masacre" en la plaza eran frecuentes, aunque posteriormente, los periodistas han reconocido que la mayoría de las muertes ocurrieron fuera de la plaza en el oeste de Pekín. Varias personas que estaban situadas alrededor de la plaza esa noche, incluido el exjefe de la oficina de Pekín de The Washington Post Jay Mathews y el corresponsal de CBS Richard Roth informaron que si bien habían escuchado disparos esporádicos, no pudieron encontrar pruebas suficientes para sugerir que tuvo lugar una masacre en la propia plaza.
Hou Dejian, nacido en Taiwán, estuvo presente en la plaza para mostrar solidaridad con los estudiantes y afirmó que no vio que ocurriera ninguna masacre en la plaza. Xiaoping Li, un ex disidente de China, lo citó diciendo: "Algunas personas dijeron que 200 murieron en la plaza, y otras afirmaron que murieron hasta 2000. También hubo historias de tanques atropellando a estudiantes que intentaban irse. Debo decir que no vi nada de eso. Estuve en la plaza hasta las 6:30 de la mañana".
De manera similar, en 2011, tres cables secretos de la embajada de Estados Unidos en Pekín afirmaron que no hubo derramamiento de sangre dentro de la propia Plaza de Tiananmén. Un diplomático chileno que había estado ubicado junto a una estación de la Cruz Roja dentro de la plaza dijo a sus homólogos estadounidenses que no observó ningún disparo masivo de armas contra la multitud en la propia plaza, aunque se escucharon disparos esporádicos. Dijo que la mayoría de las tropas que ingresaron a la plaza estaban armadas solo con equipo antidisturbios. Los registros de las Madres de Tiananmén sugieren que tres estudiantes murieron en la Plaza la noche en que el ejército entró en la Plaza.

El erudito chino Wu Renhua, que estuvo presente en las protestas, escribió que la discusión del gobierno sobre el tema era una pista falsa con la intención de eximirse de responsabilidad y mostrar su benevolencia. Wu dijo que era irrelevante si el tiroteo ocurrió dentro o fuera de la propia plaza, ya que seguía siendo una masacre reprensible de civiles desarmados:
Realmente, si el ejército de tropas totalmente equipado masacró a la gente común y pacífica dentro o fuera de la plaza, hace muy poca diferencia. Ni siquiera vale la pena tener esta discusión en absoluto.

## Consecuencias inmediatas

### Arrestos, castigos y evacuaciones

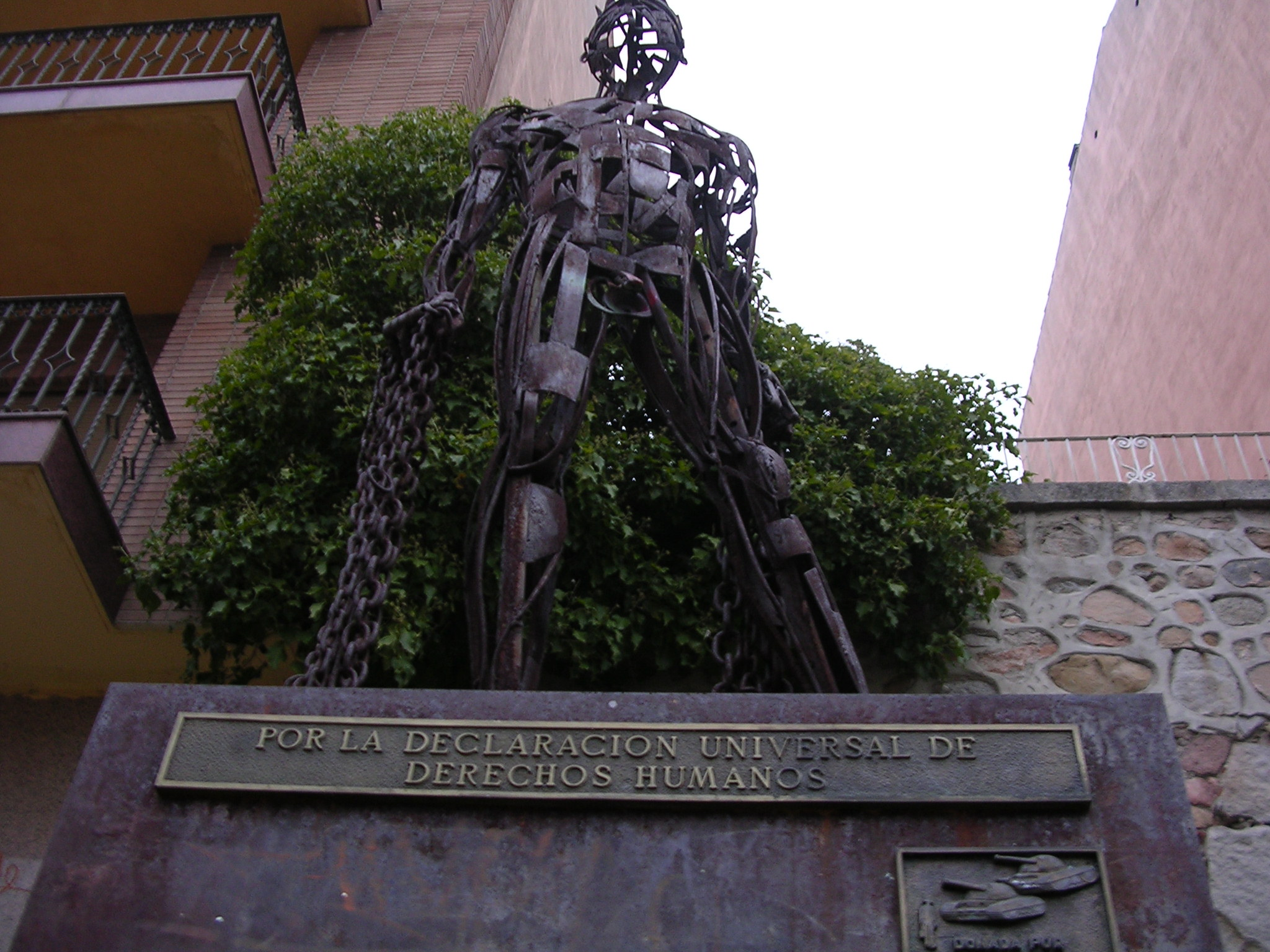
Estatua erigida en Ávila, España, por Amnistía Internacional en conmemoración de los 10 años del suceso (obra de José Antonio Elvira).

El 13 de junio de 1989, la Oficina de Seguridad Pública de Pekín emitió una orden de arresto de 21 estudiantes que identificaron como líderes de la protesta. Estos 21 líderes estudiantiles más buscados formaban parte de la Federación Autónoma de Estudiantes de Beijing, que había sido fundamental en las protestas de la Plaza de Tiananmén. Aunque han pasado décadas, el gobierno chino nunca ha retirado esta lista de los más buscados.
Los rostros y descripciones de los 21 líderes estudiantiles más buscados a menudo también se transmitían por televisión. Fotografías con biografías de los 21 más buscados seguidas en este orden: Wang Dan, Wuer Kaixi, Liu Gang, Chai Ling, Zhou Fengsuo, Zhai Weimin, Liang Qingdun, Wang Zhengyun, Zheng Xuguang, Ma Shaofang, Yang Tao, Wang Zhixing, Feng Congde, Wang Chaohua, Wang Youcai, Zhang Zhiqing, Zhang Boli, Li Lu, Zhang Ming, Xiong Wei y Xiong Yan.
Cada uno de los 21 estudiantes enfrentó diversas experiencias luego de sus arrestos o fugas; mientras que algunos permanecen en el extranjero sin intención de regresar, otros han optado por quedarse indefinidamente, como Zhang Ming. Solo 7 de los 21 pudieron escapar. Algunos líderes estudiantiles, como Chai Ling y Wuer Kaixi, pudieron escapar a los Estados Unidos, el Reino Unido, Francia y otras naciones occidentales bajo la Operación Yellowbird, que fue organizada por agencias de inteligencia occidentales como el MI6 y la CIA, hacia Hong Kong, un territorio británico en ese momento. Según The Washington Post, la operación involucró a más de 40 personas y tuvo sus raíces en la "Alianza en Apoyo de los Movimientos Democráticos en China" formada en mayo de 1989. Después de la represión de las protestas en Pekín, este grupo elaboró una lista inicial de 40 disidentes. creían que podía formar el núcleo de un "movimiento democrático chino en el exilio".
Los líderes estudiantiles restantes fueron detenidos y encarcelados. Los que escaparon, ya sea en 1989 o después, en general han tenido dificultades para volver a entrar en China hasta el día de hoy. El gobierno chino ha preferido dejar a los disidentes en el exilio. Aquellos que intentan volver a entrar, como Wu'er Kaixi, simplemente han sido devueltos pero no arrestados.
Chen Ziming y Wang Juntao fueron arrestados a fines de 1989 por su participación en las protestas. Las autoridades chinas alegaron que eran las "manos negras" detrás del movimiento. Tanto Chen como Wang rechazaron las acusaciones formuladas en su contra. Fueron juzgados en 1990 y condenados a 13 años de prisión. Otros, como Zhang Zhiqing, han desaparecido esencialmente. Después de su arresto inicial en enero de 1991 y su posterior liberación, no se sabe nada más sobre su situación y dónde vive ahora. En general, se desconoce el papel de Zhang Zhiqing y la razón por la que figura entre los 21 más buscados; este es el caso de muchos otros en la lista, como Wang Chaohua.
Según la Fundación Dui Hua, citando a un gobierno provincial, 1602 personas fueron encarceladas por actividades relacionadas con las protestas a principios de 1989. En mayo de 2012, al menos dos permanecían encarceladas en Pekín y otras cinco siguen desaparecidas. En junio de 2014, se informó que se creía que Miao Deshun era el último preso conocido encarcelado por su participación en las protestas; se supo de él por última vez hace una década. Según los informes, todos padecen enfermedades mentales.

### Cambios de liderazgo
La dirección del Partido expulsó a Zhao Ziyang del Comité Permanente del Politburó (PSC). Hu Qili, otro miembro del PSC que se opuso a la ley marcial pero se abstuvo de votar, también fue removido del comité. Sin embargo, pudo conservar su afiliación al partido y, después de "cambiar de opinión", fue reasignado como viceministro en el Ministerio de Industria de Maquinaria y Electrónica. Otro líder chino reformista, Wan Li, también fue puesto bajo arresto domiciliario inmediatamente después de salir de su avión en el aeropuerto de Pekín al regresar de un viaje corto al extranjero; las autoridades declararon que su detención se debió a motivos de salud. Cuando Wan Li fue liberado de su arresto domiciliario después de que finalmente "cambió de opinión", él, como Qiao Shi, fue transferido a una posición diferente con el mismo rango pero con un rol mayoritariamente ceremonial. Varios embajadores chinos en el extranjero solicitaron asilo político.

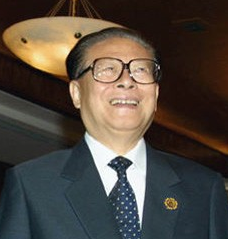
Jiang Zemin, el secretario del partido de Shanghái, donde las protestas estudiantiles fueron sometidas en gran parte sin violencia, fue ascendido para suceder a Zhao Ziyang como secretario general del partido en 1989.

Jiang Zemin, secretario del Partido de Shanghái, fue ascendido a secretario general del Partido Comunista. Las acciones decisivas de Jiang en Shanghái que involucraron al World Economic Herald y el hecho de haber evitado la violencia mortal en la ciudad le valieron el apoyo de los líderes del partido en Pekín. Habiendo establecido el nuevo equipo de liderazgo y reconociendo su posición debilitada, el propio Deng Xiaoping también se retiró de la dirección del partido, al menos oficialmente, al renunciar a su último puesto de liderazgo como presidente de la Comisión Militar Central más adelante en ese año. Mantuvo un perfil bajo hasta 1992. Según cables diplomáticos desclasificados por Canadá, el embajador suizo informó a los diplomáticos canadienses en confianza que durante varios meses después de la masacre, "todos los miembros del Comité Permanente del Politburó se le acercaron para transferir cantidades muy significativas de dinero a cuentas bancarias suizas".
Bao Tong, asistente de Zhao Ziyang, fue el funcionario de más alto rango en ser acusado formalmente de un crimen relacionado con las manifestaciones de 1989. Fue condenado en 1992 por "revelar secretos de Estado y hacer propaganda contrarrevolucionaria" y cumplió siete años de prisión. Para purgar a los simpatizantes de los manifestantes de Tiananmén de entre las bases del partido, la dirección del partido inició un programa de rectificación de un año y medio de duración para "tratar estrictamente con aquellos dentro del partido con tendencias serias hacia la liberalización burguesa". Según los informes, cuatro millones de personas fueron investigadas por su participación en las protestas. Se desplegaron más de 30 000 oficiales comunistas para evaluar la "confiabilidad política" de más de un millón de funcionarios gubernamentales. Las autoridades arrestaron a decenas, si no cientos de miles de personas en todo el país. Algunos fueron apresados a plena luz del día mientras caminaban por la calle; otros fueron arrestados por la noche. Muchos fueron encarcelados o enviados a campos de trabajo. A menudo se les negaba el acceso para ver a sus familias y se les colocaba en celdas tan abarrotadas que no todos tenían espacio para dormir. Los disidentes compartían celdas con asesinos y violadores, y la tortura no era infrecuente.

### Cobertura de los medios

#### Narrativa oficial
La narrativa oficial construida por el Partido Comunista de China sobre el Incidente del 4 de junio establece que el uso de la fuerza es necesario para controlar la agitación política, y esto también asegura la sociedad estable que es necesaria para el desarrollo económico exitoso. Los líderes chinos, incluidos Jiang Zemin y Hu Jintao, que eran secretarios generales del Comité Central del Partido Comunista de China, reiteraron consistentemente la narrativa oficial del Partido Comunista de China cuando se les preguntó sobre la protestas de periodistas extranjeros.
Mientras tanto, el gobierno chino también controlaba constantemente las narrativas públicas sobre las protestas de la Plaza de Tiananmén en 1989. Al referirse a las protestas, los medios impresos debían ser coherentes con el relato del gobierno chino sobre el Incidente del 4 de junio. Además, el gobierno chino preparó un libro blanco para explicar las opiniones del gobierno sobre las protestas. Más tarde, personas anónimas dentro del gobierno chino enviaron los archivos al extranjero y publicaron los "Documentos de Tiananmén" en 2001. En el 30 aniversario del incidente del 4 de junio, Wei Fenghe, general del Ejército Popular de Liberación de China, dijo: "El Incidente del 4 de junio fue una agitación y disturbios. El Gobierno Central tomó medidas decisivas para calmar la agitación y detener los disturbios, y es por esta decisión que se puede establecer la estabilidad dentro del país. Durante las últimas tres décadas, China ha experimentado cambios tremendos bajo el liderazgo del Partido Comunista".

#### Medios chinos
La represión del 4 de junio marcó el final de un período de relativa libertad de prensa en China, y los trabajadores de los medios, tanto nacionales como extranjeros, enfrentaron mayores restricciones y castigos como consecuencia de la represión. Los informes de los medios estatales inmediatamente después simpatizaron con los estudiantes. Como resultado, los responsables fueron luego destituidos de sus cargos. Dos presentadores de noticias, Du Xian y Xue Fei, quienes informaron sobre este hecho el 4 y 5 de junio respectivamente en el diario Xinwen Lianbo transmitido por la Televisión Central de China, fueron despedidos porque expresaron abiertamente su simpatía por los manifestantes. Wu Xiaoyong, hijo del exministro de Relaciones Exteriores Wu Xueqian, fue destituido del Departamento de Programas de Inglés de Radio Internacional de China, aparentemente por su simpatía hacia los manifestantes. Los editores y otro personal del Diario del Pueblo, incluido el director Qian Liren y el editor en jefe Tan Wenrui, también fueron despedidos debido a informes en el periódico que simpatizaban con los manifestantes.

#### Medios extranjeros

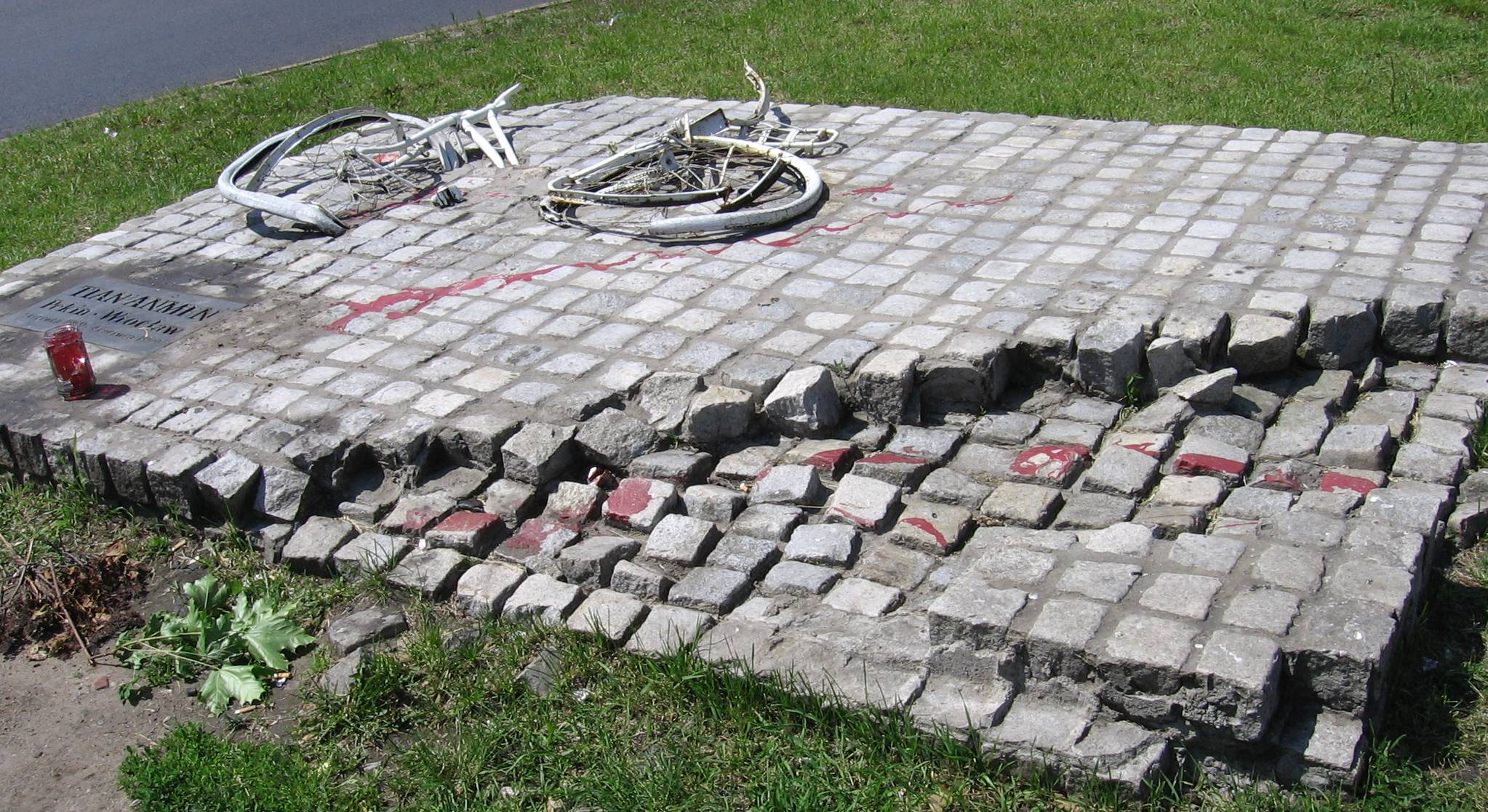
Memorial erigido en el décimo aniversario de la revuelta por estudiantes polacos en Breslavia.

Con la imposición de la ley marcial, el gobierno chino cortó las transmisiones por satélite de las emisoras occidentales como CNN y CBS. Las emisoras intentaron desafiar estas órdenes informando por teléfono. El metraje de video fue sacado de contrabando del país, aunque la única cadena que pudo grabar video durante la noche del 4 de junio fue Televisión Española (TVE). Durante la acción militar, algunos periodistas extranjeros enfrentaron hostigamiento por parte de las autoridades. El corresponsal de CBS, Richard Roth, y su camarógrafo fueron detenidos mientras presentaban un informe desde Square a través de un teléfono móvil.
Varios periodistas extranjeros que habían cubierto la represión fueron expulsados en las semanas siguientes, mientras que otros fueron acosados por las autoridades o incluidos en la lista negra para que no regresaran al país. En Shanghái, se les dijo a los consulados extranjeros que no se podía garantizar la seguridad de los periodistas que no cumplieran con las pautas de información recientemente promulgadas.[cita requerida]

### Reacción internacional

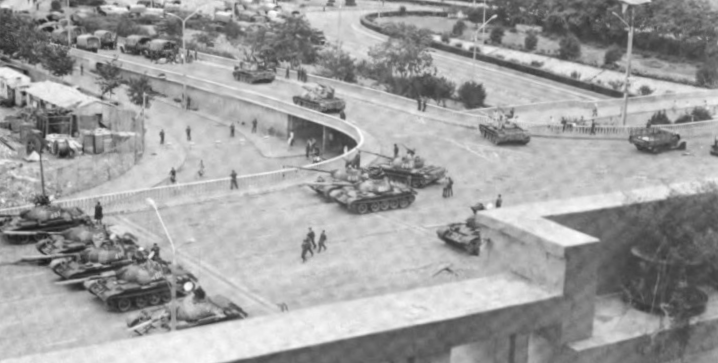
Foto tomada del complejo diplomático de EE. UU. que muestra tanques chinos en Pekín.

La respuesta del gobierno chino fue ampliamente denunciada, particularmente por los gobiernos y los medios occidentales. Las críticas procedían de Europa occidental y oriental, América del Norte, Australia y algunos países de Asia occidental y América Latina. Muchos países asiáticos permanecieron en silencio durante las protestas; el gobierno de India respondió a la masacre ordenando a la televisión estatal que ofreciera solo la cobertura mínima absoluta del incidente para no poner en peligro un deshielo en las relaciones con China y para empatizar con el gobierno chino. Cuba, Checoslovaquia y Alemania Oriental, entre otros, apoyaron al gobierno chino y denunciaron las protestas. Los estudiantes chinos de ultramar se manifestaron en muchas ciudades de Europa, América, Oriente Medio y Asia.[cita requerida]

## Impacto a largo plazo

### Política
El desenlace de las protestas de 1989 mancilló la creciente sensación de liberalización política que estuvo bien vista en los últimos años de la década de 1980, lo que resultó en el olvido de muchas de las reformas democráticas propuestas durante la década. Aunque se ha producido un cierto incremento en la libertad individual desde 1989, las discusiones acerca de cambios estructurales en el Gobierno y el papel del Partido Comunista de China continúan siendo tabú.
Las restricciones solamente se aflojaron después de algunos años, especialmente después de la "inspección del sur de 1992" de Deng. Los medios impresos de gestión privada volvieron a florecer. Los periódicos privados aumentaron de 250 en la década de 1980 a más de 7000 en 2003. Las estaciones de televisión por satélite administradas a nivel provincial surgieron en todo el país y desafiaron la participación de mercado de las CCTV estatales. El liderazgo también se alejó de promover el comunismo como un sistema de creencias que lo abarca todo. Las organizaciones religiosas aprobadas por el estado aumentaron significativamente su membresía y reaparecieron las creencias tradicionales suprimidas durante la era de Mao. Esta pluralidad autorizada por el estado también creó un entorno para que crecieran las formas no autorizadas de espiritualidad y adoración. Para reducir la necesidad de métodos controvertidos de control estatal, los protestantes, budistas y taoístas fueron utilizados a menudo por el estado como denominaciones "aprobadas" para "luchar contra sectas" como Falun Gong, haciendo que las sectas se enfrenten entre sí.
A medida que el partido se apartó del comunismo ortodoxo en el que se fundó, gran parte de su atención se centró en el cultivo del nacionalismo como ideología alternativa. Esta política logró en gran medida vincular la legitimidad del partido con el "orgullo nacional" de China, haciendo que la opinión pública nacional volviera a su favor. Esto quizás se vea de manera más prominente en mayo de 1999, cuando Estados Unidos bombardeó la embajada china en Belgrado. Los atentados vieron un torrente de sentimiento nacionalista y un mayor apoyo al partido como el principal defensor del interés nacional de China.
Sin embargo, a pesar de algunas expectativas, sobre todo desde fuera de China, de que el gobierno chino se derrumbara y fuera reemplazado por el Movimiento Democrático de China, durante los primeros años del siglo XXI el Partido Comunista de China continúa teniendo el control de la República Popular China, y el movimiento estudiantil que empezó en Tiananmén se desarraigó completamente.

### Economía
Después de las protestas de la Plaza de Tiananmén, muchos analistas empresariales rebajaron sus perspectivas para el futuro económico de China. La respuesta violenta a las protestas fue uno de los factores que llevaron a un retraso en la aceptación de China en la Organización Mundial del Comercio, que no se completó hasta doce años después, en 2001. Además, la ayuda bilateral a China disminuyó de 3400 millones de dólares en 1988 a 700 millones de dólares en 1990. El Banco Mundial, el Banco Asiático de Desarrollo y gobiernos extranjeros suspendieron los préstamos a China; se redujo la calificación crediticia de China; los ingresos por turismo disminuyeron de 2200 millones de dólares a 1800 millones de dólares y se cancelaron los compromisos de inversión extranjera directa. Sin embargo, hubo un aumento en el gasto de defensa del gobierno del 8.6% en 1986 al 15.5% en 1990, revirtiendo una caída anterior de 10 años.
A raíz de las protestas, el gobierno buscó nuevamente centralizar el control sobre la economía, aunque los cambios fueron de corta duración. Sintiendo que las políticas conservadoras habían vuelto a afianzarse dentro del partido, Deng, ahora retirado de todos sus cargos oficiales, lanzó su "gira por el sur" en 1992, visitando varias ciudades de las regiones más prósperas del país mientras abogaba por nuevas reformas económicas. En parte como respuesta a Deng, a mediados de la década de 1990, el país estaba nuevamente buscando la liberalización del mercado en una escala incluso mayor que la observada en las etapas iniciales de las reformas en la década de 1980. Aunque los políticos liberales fueron purgados dentro del partido, muchos de los que eran económicamente liberales permanecieron. Las conmociones económicas provocadas por los acontecimientos de 1989, en retrospectiva, solamente tuvieron un efecto menor y temporal en el crecimiento económico de China. De hecho, dado que muchos grupos anteriormente agraviados ahora consideran la liberalización política como una causa perdida, más de su energía se gastó en actividades económicas. La economía recuperaría rápidamente el impulso en la década de 1990.

### Hong Kong

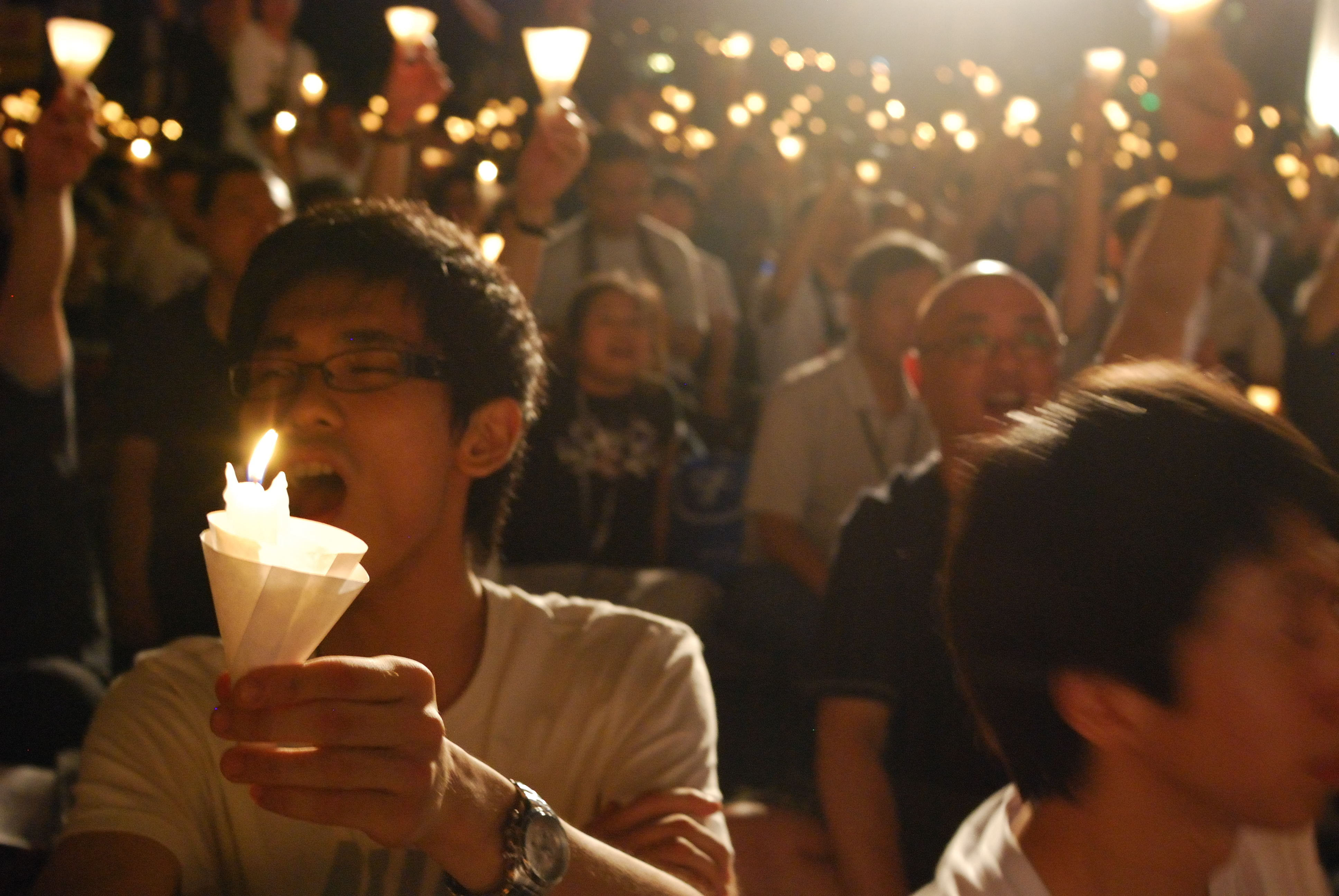
Vigilia a la luz de las velas en Hong Kong en 2009 en el vigésimo aniversario del incidente del 4 de junio

En Hong Kong, las protestas de la Plaza de Tiananmén provocaron el temor de que China incumpliera sus compromisos en virtud de un país, dos sistemas, tras el inminente traspaso de Hong Kong del Reino Unido en 1997. En respuesta, el gobernador Chris Patten intentó expandir la franquicia para el Consejo Legislativo de Hong Kong, lo que provocó fricciones con Pekín. Para muchos hongkoneses, Tiananmén fue el punto de inflexión cuando perdieron la confianza en el gobierno de Pekín. El evento, junto con la incertidumbre general sobre el estado de Hong Kong después de la transferencia de soberanía, provocó un éxodo considerable de habitantes de Hong Kong a países occidentales como Canadá y Australia antes de 1997.
Ha habido grandes vigilias con velas a las que asisten decenas de miles en Hong Kong cada año desde 1989, incluso después de la transferencia del poder a China en 1997. A pesar de eso, el Museo del 4 de junio cerró en julio de 2016, después de solo dos años en su ubicación. El grupo que dirige el museo, Hong Kong Alliance, ha comenzado a recaudar fondos para abrir el museo en una nueva ubicación.
Los eventos de Tiananmén en 1989 se han grabado permanentemente en la conciencia pública, quizás más que en cualquier otro lugar fuera de China continental. Los eventos continúan impactando fuertemente las percepciones de China, su gobierno, las actitudes hacia la democracia y la medida en que los habitantes de Hong Kong deberían identificarse como "chinos". Los eventos del 4 de junio son vistos como representativos del tipo de autoritarismo chino, y a menudo son invocados por políticos a favor de la democracia en Hong Kong, especialmente en relación con la reforma democrática en Hong Kong y la relación del territorio con Pekín. Los estudios académicos indican que quienes apoyaron la rehabilitación del movimiento de la Plaza de Tiananmén tenían una tendencia a apoyar la democratización en el territorio y la elección de partidos prodemocracia.

### Imagen de China a nivel internacional
El gobierno chino generó una condena generalizada por su represión de las protestas. Inmediatamente después, China parecía convertirse en un estado paria, cada vez más aislado internacionalmente. Este fue un revés significativo para el liderazgo, que había cortejado la inversión internacional durante gran parte de la década de 1980, cuando el país emergió del caos de la Revolución Cultural. Sin embargo, Deng Xiaoping y el liderazgo central se comprometieron a continuar con las políticas de liberalización económica después de 1989. A partir de ahí, China trabajaría a nivel nacional e internacional para remodelar su imagen nacional de un régimen represivo a la de una economía y militar global benigna.

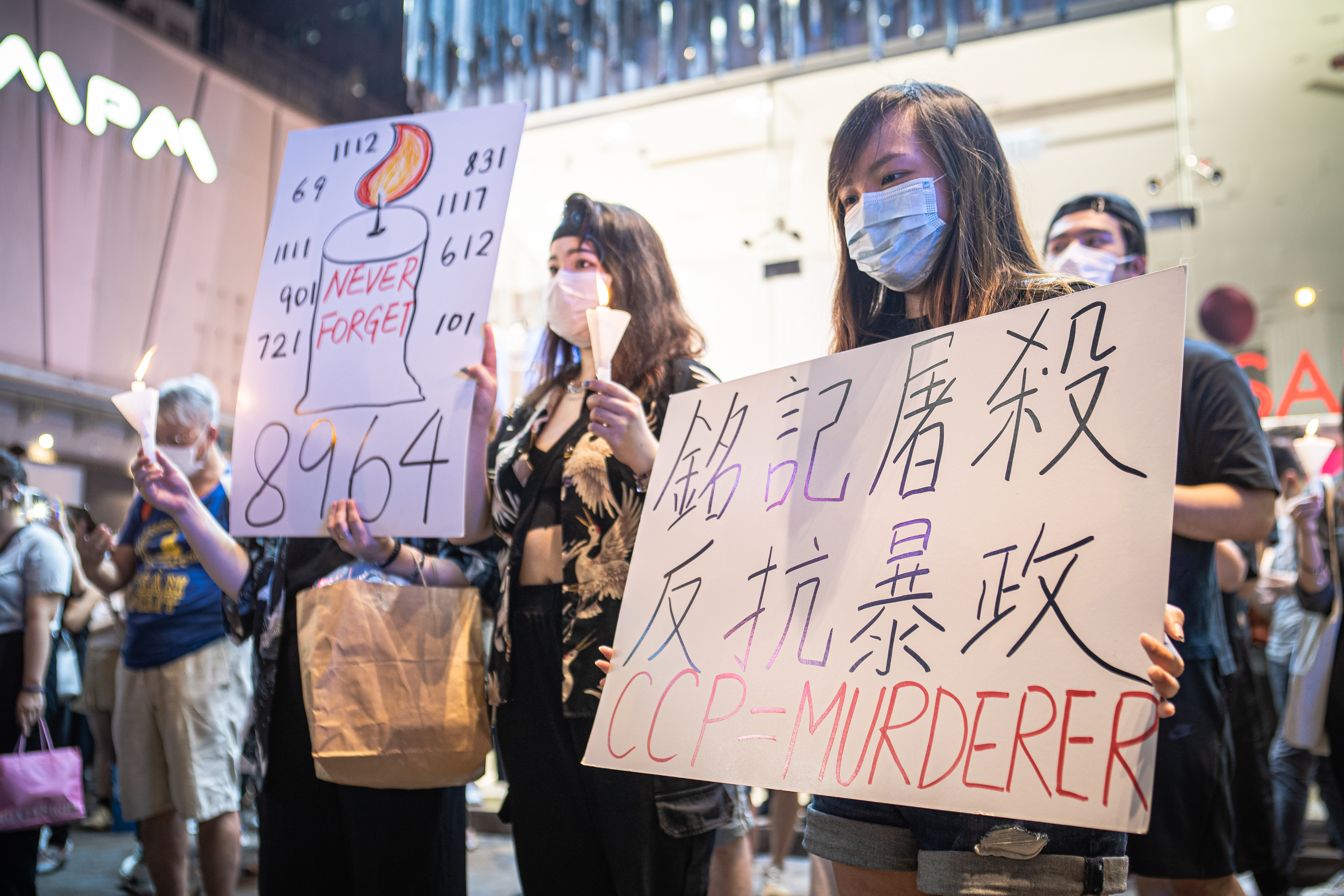
Protesta en Hong Kong, 2020

En la década de 1990, China intentó demostrar su voluntad de participar en las instituciones económicas y de defensa internacionales para asegurar la inversión para continuar con las reformas económicas. El gobierno firmó el Tratado de No Proliferación en 1992, la Convención sobre Armas Químicas en 1993 y el Tratado de Prohibición Completa de Ensayos en 1996. Si bien China había sido solamente miembro de 30 organizaciones internacionales en 1986, un miembro de más de 50 en 1997. China también buscó diversificar sus asociaciones externas, estableciendo buenas relaciones diplomáticas con la Rusia postsoviética, y dando la bienvenida a los negocios taiwaneses en lugar de la inversión occidental. China aceleró las negociaciones con la Organización Mundial del Comercio y estableció relaciones con Indonesia, Israel, Corea del Sur y otros en 1992. Si bien China fue un receptor neto de ayuda durante la década de 1980, su creciente papel económico y militar lo transformó en un proveedor neto de ayuda.
Además, el gobierno ha promovido con éxito a China como un destino atractivo para la inversión al enfatizar sus trabajadores calificados, salarios comparativamente bajos, infraestructura establecida y una base de consumidores considerable. El aumento de la inversión extranjera en el país llevó a muchos líderes mundiales a creer que al involucrar constructivamente a China en el mercado global, inevitablemente seguirían reformas políticas más importantes. Al mismo tiempo, la explosión del interés comercial en el país abrió el camino para que las corporaciones multinacionales hicieran la vista gorda a la política y los derechos humanos en favor de enfocarse en los intereses comerciales. Desde entonces, los líderes occidentales que antes criticaban a China a veces han hablado de labios para afuera del legado de Tiananmén en reuniones bilaterales, pero la esencia de las discusiones giraba en torno a intereses comerciales y empresariales.

### Embargo de armas de la Unión Europea y Estados Unidos
El embargo de la Unión Europea y Estados Unidos sobre las ventas de armamento a China, establecido debido a la violenta represión de las protestas de la Plaza de Tiananmén, sigue vigente hoy. China ha estado pidiendo el levantamiento de la prohibición durante años y ha tenido una cantidad variable de apoyo de los miembros de la Unión Europea. Desde 2004, China ha descrito la prohibición como "obsoleta" y perjudicial para las relaciones entre China y la Unión Europea. A principios de 2004, el presidente francés Jacques Chirac encabezó un movimiento dentro de la Unión Europea para levantar la prohibición, el esfuerzo de Chirac fue apoyado por el canciller alemán Gerhard Schröder. Sin embargo, la aprobación de la Ley Antisecesión de la República Popular China, en marzo de 2005, aumentaron las tensiones entre China continental y Taiwán, lo que perjudicó los intentos de levantar la prohibición; y varios miembros del Consejo de la Unión Europea se retractaron de su apoyo al levantamiento de la prohibición. Además, la sucesora de Schröder, Angela Merkel, se opuso al levantamiento de la prohibición. Los miembros del Congreso de los Estados Unidos también habían propuesto restricciones a la transferencia de tecnología militar a la Unión Europea si esta última levantaba la prohibición. El Reino Unido también se opuso al levantamiento del embargo cuando asumió la presidencia de la Unión Europea en julio de 2005.
Además, el Parlamento Europeo se ha opuesto reiteradamente a la suspensión del embargo de armas. Aunque no es necesario su beneplácito para suspender el embargo, muchos aducen que refleja el deseo del pueblo europeo, ya que es el único organismo europeo elegido directamente. El embargo de armas ha limitado las opciones de China en la búsqueda de material militar. Entre las fuentes que se buscaron se encontraba el antiguo bloque soviético con el que tenía una relación tensa como resultado de la división chino-soviética. Otros proveedores dispuestos han incluido anteriormente a Israel y Sudáfrica, pero la presión estadounidense ha restringido esta cooperación.

## Problemas contemporáneos

### Censura en China

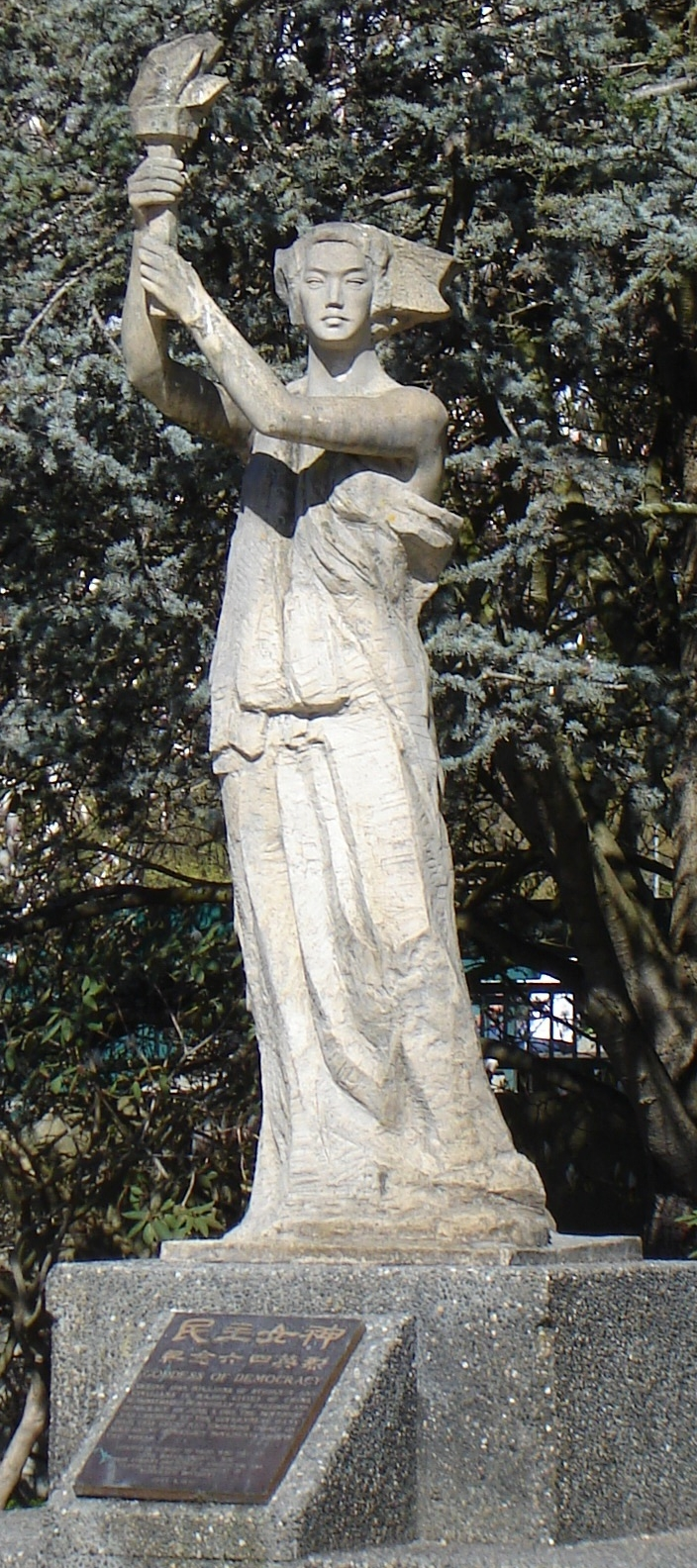
Réplica de la Diosa de la Democracia, esculpida por Thomas Marsh y situada en la Universidad de Columbia Británica. La original fue construida por los manifestantes de Tiananmén en solo cuatro días usando poliestireno y papel maché sobre un armazón de metal.

En la República Popular China sigue siendo un tabú las discusiones sobre las protestas de la Plaza de Tiananmén. Se tomó medidas para bloquear o censurar información relacionada, en un intento de suprimir la memoria pública de las protestas de la Plaza de Tiananmén. Los libros de texto contienen poca o ninguna información sobre las protestas. Después de las protestas, los funcionarios prohibieron películas y libros controvertidos y cerraron muchos periódicos. En un año, el 12% de todos los periódicos, el 8% de todas las editoriales, el 13% de todas las publicaciones periódicas de ciencias sociales y más de 150 películas fueron prohibidas o cerradas. El gobierno también anunció que había incautado 32 millones de libros de contrabando y 2.4 millones de casetes de audio y video. El acceso a los medios y recursos de Internet sobre el tema está restringido o bloqueado por la censura. La literatura y las películas prohibidas incluyen Summer Palace, Ciudad Prohibida, Colección de poemas del 4 de junio, El momento crítico: Diarios de Li Peng y cualquier escrito de Zhao Ziyang o su ayudante Bao Tong, incluidas las memorias de Zhao. Sin embargo, todavía se pueden encontrar copias de contrabando y de Internet de estas publicaciones.
Los medios impresos que contienen referencias a las protestas deben ser consistentes con la versión del gobierno de los hechos. Los periodistas nacionales y extranjeros son detenidos, acosados o amenazados, al igual que sus colegas chinos y cualquier ciudadano chino que entrevistan. Por lo tanto, los ciudadanos chinos suelen ser reacios a hablar sobre las protestas debido a posibles repercusiones negativas. Muchos jóvenes nacidos después de 1980 no están familiarizados con los acontecimientos y, por tanto, se muestran apáticos con la política. Los jóvenes en China a veces desconocen los hechos, los símbolos asociados con ellos, como el hombre del tanque, o el significado de la fecha o de la masacre del 4 de junio en sí. Algunos intelectuales mayores ya no aspiran a implementar cambios políticos. En cambio, se centran en cuestiones económicas. Algunos presos políticos se han negado a hablar con sus hijos sobre su participación en las protestas por temor a ponerlos en peligro.
Si bien las discusiones públicas sobre los eventos se han convertido en un tabú social, las discusiones privadas sobre ellos continúan ocurriendo a pesar de la interferencia y el hostigamiento frecuente de las autoridades. El premio Nobel de la Paz Liu Xiaobo permaneció en China para hablar sobre Tiananmen en la década de 1990 a pesar de que recibió ofertas de asilo; se enfrentó a una vigilancia constante. Zhang Xianling y Ding Zilin, las madres de las víctimas que perdieron la vida en 1989, fundaron la organización Madres de Tiananmén y fueron particularmente francas sobre los aspectos humanitarios de las protestas. Las autoridades movilizan fuerzas de seguridad, incluidos miembros de la Policía Armada Popular, todos los años el 4 de junio para evitar manifestaciones públicas de recuerdo, con una presencia de seguridad especialmente fuerte en los aniversarios de eventos importantes como el 20 aniversario de las protestas en 2009 y el 25 aniversario de las protestas en 2014.
El 4 de junio de 2012, 23.er aniversario de la matanza de Tiananmén, las autoridades chinas bloquearon en la red social Weibo los términos «mercado bursátil de Shanghái» y «mercado bursátil» entre otros, después de que la Bolsa de Shanghái cayera 64,89 puntos (4 de junio de 1989), una extraña coincidencia. Las autoridades chinas tomaron todo tipo de medidas para evitar la conmemoración, pero en Hong Kong miles de personas consiguieron unirse a una vigilia nocturna en recuerdo de las víctimas. El Gobierno chino sigue considerando aquellas protestas como una «rebelión contrarrevolucionaria» y sigue sin reconocer sus errores y sin compensar a las familias de las víctimas. Se estima que todavía permanecen en prisión por aquellos hechos seis personas. El Gobierno chino, a pesar de las reiteradas peticiones de diversos países como los Estados Unidos y de distintas organizaciones de derechos humanos, también se niega a hacer pública la lista de todos los que murieron, fueron detenidos o siguen desaparecidos. En el 30 aniversario de las protestas en 2019, el reconocido artista chino Ai Weiwei escribió que "los regímenes autocráticos y totalitarios temen a los hechos porque han construido su poder sobre bases injustas" y también escribió que la memoria es importante: "sin ella no hay una sociedad civilizada o una nación" porque "nuestro pasado es todo lo que tenemos".
A los periodistas se les ha negado con frecuencia la entrada a la plaza en los aniversarios de la masacre. Además, se sabe que las autoridades han detenido a periodistas extranjeros y han aumentado la vigilancia de destacados activistas de derechos humanos durante esta época del año. Las búsquedas en Internet sobre la "Plaza de Tiananmen del 4 de junio" realizadas en China arrojan resultados censurados o resultan en conexiones de servidor cortadas temporalmente. Se censuran páginas web específicas con palabras clave seleccionadas, mientras que otros sitios web, como los que apoyan el movimiento democrático chino en el extranjero, se bloquean al por mayor. La política es mucho más estricta con respecto a los sitios en idioma chino que con respecto a los de idiomas extranjeros. La censura de las redes sociales es más estricta en las semanas previas a los aniversarios de la masacre; incluso las referencias oblicuas a las protestas y términos aparentemente no relacionados suelen ser patrullados y censurados de manera muy agresiva. En enero de 2006, Google acordó censurar su sitio de China continental para eliminar información sobre Tiananmén y otros temas que las autoridades consideran sensibles. Google retiró su cooperación sobre censura en enero de 2010.

### Pedidos al gobierno de una revaluación
La postura oficial del partido ante el incidente es que el uso de la fuerza era necesario para controlar un "disturbio político" y que aseguraba la estabilidad necesaria para la prosperidad económica. Los líderes chinos, incluidos los exlíderes supremos Jiang Zemin y Hu Jintao, reiteran esta línea cuando son interrogados por la prensa extranjera.
A lo largo de los años, algunos ciudadanos chinos han pedido una revaluación de las protestas y una compensación del gobierno a las familias de las víctimas. Un grupo en particular, las Madres de Tiananmén, pide una indemnización, una reivindicación para las víctimas y el derecho a recibir donaciones del interior y del exterior. Zhang Shijun, un exsoldado que estuvo involucrado en la represión militar, publicó una carta abierta al presidente Hu Jintao que buscaba que el gobierno revaluara su posición sobre las protestas. Posteriormente fue arrestado y sacado de su casa.
Aunque el gobierno chino nunca reconoció oficialmente las acusaciones relevantes en lo que respecta al incidente, en abril de 2006 se realizó un pago a la madre de una de las víctimas, el primer caso publicado del gobierno que ofrece reparación a la familia de una víctima relacionada con Tiananmén. El pago se denominó "asistencia por dificultades económicas" y se le dio a Tang Deying (en chino: 唐德英), cuyo hijo Zhou Guocong (en chino: 周国聪) murió a los 15 años mientras estaba bajo custodia policial en Chengdu el 6 de junio de 1989, dos días después de que el ejército chino dispersara a los manifestantes de Tiananmen. Según los informes, le pagaron 70 000 CNY (aproximadamente 10 250 dólares estadounidenses). Esto ha sido bien recibido por varios activistas chinos. Sin embargo, algunos lo consideraron como una medida para mantener la estabilidad social y no se cree que presagie un cambio en la posición oficial del partido.

### Líderes chinos expresan su pesar
Antes de su muerte en 1998, Yang Shangkun le dijo al médico del ejército Jiang Yanyong que el 4 de junio fue el error más grave cometido por el Partido Comunista en su historia, un error que el propio Yang no pudo corregir. Zhao Ziyang permaneció bajo arresto domiciliario hasta su muerte en 2005. El asistente de Zhao, Bao Tong, ha pedido repetidamente al gobierno que revoque su veredicto sobre las manifestaciones. Chen Xitong, el alcalde de Pekín, quien leyó la orden de ley marcial y luego fue deshonrado por un escándalo político, expresó su pesar en 2012, un año antes de su muerte, por la muerte de civiles inocentes.
Tras el cambio en el gobierno central de 2004, muchos miembros del Gobierno han mencionado los sucesos de Tiananmén. En octubre de 2004, durante la visita del presidente Hu Jintao a Francia, reiteró que «el Gobierno emprendió una acción determinada para calmar la tormenta política en 1989, que permitió a China disfrutar un desarrollo estable». También insistió en que el punto de vista del Gobierno respecto al incidente no cambiaría. El primer ministro Wen Jiabao supuestamente sugirió revertir la posición del gobierno sobre Tiananmén en las reuniones del partido antes de que abandonara la política en 2013, solo para ser rechazado por sus colegas.

### Informe de las Naciones Unidas
Durante su 41° sesión, del 3 al 21 de noviembre de 2008, el Comité de la ONU contra la Tortura expresó su preocupación por la falta de investigaciones sobre los informes de personas "asesinadas, arrestadas o desaparecidas durante la represión de Pekín del 4 de junio de 1989 o después de ella". Afirmó que el gobierno chino tampoco había informado a los familiares sobre el destino de esas personas, a pesar de las numerosas solicitudes de los familiares. Mientras tanto, los responsables del uso de fuerza excesiva no habían "enfrentado ninguna sanción, administrativa o penal". El Comité recomendó que el gobierno chino debería tomar todas esas medidas, además de "ofrecer disculpas y reparación según corresponda y enjuiciar a los responsables del uso excesivo de la fuerza, tortura y otros malos tratos".
En diciembre de 2009, el gobierno chino respondió a las recomendaciones del comité diciendo que el gobierno había cerrado el caso relativo a la "agitación política en la primavera y el verano de 1989". También afirmó que "la práctica de los últimos 20 años ha dejado en claro que las medidas oportunas y decisivas adoptadas por el Gobierno chino en ese momento eran necesarias y correctas". Afirmó que etiquetar el "incidente como 'el Movimiento por la Democracia' es una distorsión en la naturaleza del incidente". Según el gobierno de China, esas observaciones eran "incompatibles con las responsabilidades del Comité".

## Galería
|                                                                       |
| Personas que protestaban cerca del Monumento a los Héroes del Pueblo. |

| |
| Una pancarta en apoyo del Movimiento Estudiantil del Cuatro de Junio en la Tienda de Moda de Shanghái (anteriormente el Edificio de la Compañía Xianshi). |

| |
| Pancartas de luto colgadas cerca de la Puerta Sur de la Universidad de Pekín tomadas unos días después de la represión. |

|                                                                              |
| Un vehículo quemado en una calle de Pekín pocos días después del 6 de junio. |